# Jacques Lacan
Jacques Marie Émile Lacan (pronunciación en francés: /ʒak lakɑ̃/; París, 13 de abril de 1901-ibídem, 9 de septiembre de 1981), más conocido como Jacques Lacan, fue un psiquiatra y psicoanalista francés conocido por los aportes teóricos que hizo al psicoanálisis, sobre la base de la experiencia analítica y la lectura de Sigmund Freud, combinada con elementos de la filosofía, el estructuralismo, la lingüística estructural y las matemáticas.
Lacan estudió medicina en la Universidad de París y se especializó en psiquiatría. Obtuvo su doctorado en 1932. En la década de 1930 se involucró con los movimientos psicoanalítico y surrealista. Hacia 1934, mientras se analizaba con Rudolph Loewenstein, se unió a la Sociedad Psicoanalítica de París (SPP), donde pasó a ser miembro titular en 1938. Paralelamente, participó de forma activa en la vida intelectual parisina, se relacionó con artistas surrealistas como André Breton y Salvador Dalí, y se interesó por el pensamiento de Martin Heidegger y G. W. F. Hegel, cuyas obras serían influyentes en la suya.
Después de la Segunda Guerra Mundial, su enseñanza del psicoanálisis adquirió importancia. Su reivindicación de un «retorno a Freud», su oposición a otras corrientes freudianas (especialmente la Ego Psychology), así como su evolución teórica, provocaron una escisión dentro de la SPP en 1953. Lacan continuó sus investigaciones y dio seminarios entre 1953 y 1980, casi hasta su muerte: primero, en el Hospital Sainte-Anne, luego en la Escuela Normal Superior, y por último en la Facultad de Derecho frente al Panteón. Lacan además fundó y dirigió su propia institución psicoanalítica: la Escuela Freudiana de París (EFP), que funcionó entre 1964 y 1980 y fue disuelta por él mismo tras una serie de disputas internas. Sus Escritos (1966) lo llevaron a ganar notoriedad en Francia y a ser una figura dominante en la vida cultural de ese país en la década de 1970.
La obra de Lacan explora la importancia del inconsciente freudiano dentro de la teoría y práctica analítica, en conexión con una amplia gama de disciplinas. Se destaca particularmente la dimensión filosófica de su enseñanza y su distanciamiento del anclaje biológico; a diferencia de Freud, quien se había apartado voluntariamente del pensamiento filosófico, Lacan retoma la especulación filosófica y la reintroduce en el psicoanálisis. Su concepción del inconsciente como efecto del lenguaje, así como su estructuración a partir de este derivan de ello. Lacan además añadió su propia conceptualización basada en las investigaciones de su tiempo (como el estructuralismo, la lingüística y ciertas ramas de las matemáticas como la topología). En consecuencia, se convirtió en uno de los grandes intérpretes de Freud y dio origen a una corriente psicoanalítica propia: el «lacanismo».
Fue una figura controvertida que dejó su huella en el paisaje intelectual francés e internacional, tanto por los discípulos que suscitó como por los rechazos que provocó. Se lo asocia en gran medida con los movimientos estructuralistas y postestructuralistas, y ha tenido influencia en la lingüística, la teoría del cine y la crítica literaria.

## Datos biográficos

### Primeros años
Jacques Marie Émile Lacan nació en París el 13 de abril de 1901, en el seno de una familia católica y burguesa de la clase media parisina. Fue el mayor de los tres hijos de Émilie Baudry (1876-1948) y Alfred Lacan (1873-1960). Su padre fue representante comercial de fábricas de aceite y de jabón, y su madre, de gran cultura cristiana y misticismo ardiente, ayudaba a su marido con el negocio y la educación de sus hijos. En 1902, la pareja tuvo un segundo hijo, Raymond, que falleció dos años después a causa de una hepatitis. Le siguieron Madeleine, nacida en 1903, y Marc-François, en 1908.

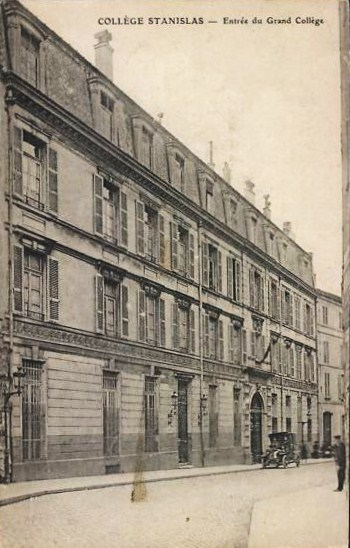
El Collège Stanislas de París a comienzos del.

La familia vivió en buenas condiciones en el Boulevard du Beaumarchais hasta mudarse a la zona de Montparnasse. El joven Lacan asistió al Collège Stanislas de París entre 1907 y 1918, y su interés por la filosofía lo llevó a adentrarse en la obra de Baruch Spinoza, en especial su Ética, una de cuyas consecuencias fue su abandono de la fe religiosa por el ateísmo. Hubo tensiones en la familia en torno a este tema y Lacan lamentó no haber persuadido a su hermano para que tomara un camino diferente. Sin embargo, en 1924 sus padres se habían mudado a Boulogne y él vivía en una buhardilla en Montmartre; su hermano se dedicó a la vida monástica y, en 1929, ingresó en la abadía de Hautecombe.
En 1919, Lacan comenzó a estudiar medicina en la Facultad de Medicina de la Universidad de París. Poco después, en 1921, fue rechazado para el servicio militar a causa de su delgadez. A principios de esa década se involucró activamente con la vanguardia literaria y artística parisina. Se interesó por el dadaísmo y tuvo contacto con el primer surrealismo mediante la revista Littérature. Conoció a André Breton y a Philippe Soupault, y se cruzó con James Joyce en la librería de Adrienne Monnier, donde tuvieron lugar las primeras lecturas de pasajes de Ulises en francés e inglés, poco antes de su publicación por Shakespeare and Company. En 1923 escuchó hablar por primera vez de las teorías de Sigmund Freud, pero su atención estuvo dirigida a las ideas de Charles Maurras, a quien admiraba como maestro de la lengua y con quien se encontró varias veces mientras participaba ocasionalmente en las reuniones de la Action Française. Su rechazo de la religión y su abandono de la fe se vieron reforzados cuando comenzó a leer la obra de Friedrich Nietzsche en alemán. Hacia 1925, redactó un texto que elogiaba el pensamiento del filósofo, que fue leído por su hermano en el banquete del día de San Carlomagno, lo que provocó un revuelo ante las autoridades del Stanislas.
En 1926, Lacan inició su especialización en psiquiatría y, ese mismo año, fue coautor de su primera publicación para la Revue Neurologique. El trabajo se derivaba de su primera presentación de un paciente ante Théophile Alajouanine y otros médicos, y trataba sobre el síndrome del piramidal. Entre 1927 y 1928, hizo su residencia clínica bajo la dirección de Henri Claude en el Hospital Sainte-Anne, el principal hospital psiquiátrico del centro de París, al mismo tiempo que su amigo Henri Ey. Cuando era interno en Saint-Anne, comenzó una relación amorosa con Marie-Thérese Bergerot, a quien le dedicó su tesis doctoral de 1932 con una línea de agradecimiento en griego; la otra dedicatoria fue para su hermano. Hacia 1928, fue coautor, junto a Maurice Trénel, de otra publicación para la Revue Neurologique —«Abasia en una traumatizada de guerra»— y de un texto sobre el «delirio alucinatorio» con Jean Lévy-Valensi y M. Meignant. Entre 1928 y 1929 fue colaborador de otros cinco estudios neurológicos basados en casos psiquiátricos, y trabajó en la enfermería especial adscrita a la prefectura de policía dirigida por Gaëtan Gatian de Clérambault (1928-1929) y luego en el Hospital Henri-Rousselle (1929-1930 y 1930-1931). Su vida amorosa también tuvo cambios en este período: en 1929 se enamoró de Olesia Sienkiewicz, la exmujer de su amigo Pierre Drieu la Rochelle, y mantuvo un vínculo amoroso con ella y Marie-Thérese hasta conocer a su primera esposa, Marie-Louise Blondin, en 1933.

### Década de 1930

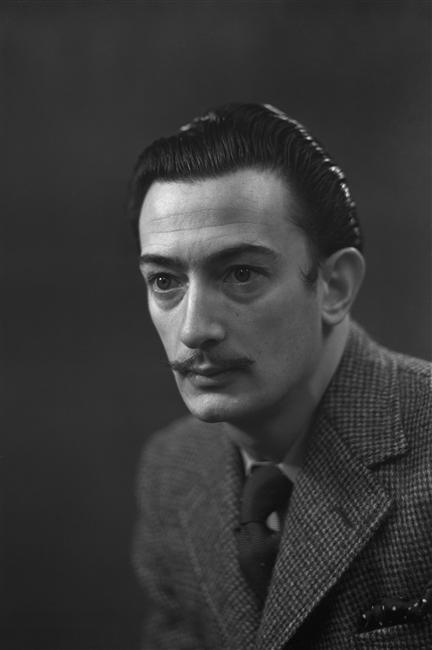
Salvador Dalí en 1936.

Lacan se involucró con el movimiento surrealista parisino de la década de 1930, al asociarse con exponentes como André Breton, Salvador Dalí y Pablo Picasso —de quien durante un tiempo se desempeñó como médico personal— y al publicar en la revista surrealista Minotaure. La reivindicación de la locura, que había sido adoptada por Breton como método, también sería retomada por Lacan. Breton, que en 1927 había exaltado la «belleza convulsiva» de las histéricas de Jean-Martin Charcot en la clínica de La Salpêtrière, consideraba que la «histeria no es un fenómeno patológico y puede desde todos los puntos de vista considerarse como un medio supremo de expresión». Esta idea anunciaba la posterior concepción de Dalí y Lacan sobre la paranoia, a la que el primero había juzgado «como un estado auténtico del hombre» en su artículo «El burro podrido» de 1930. Ese año, Lacan lo visitó para hablar sobre el tema y notaron que sus puntos de vista coincidían: «Tuvimos la sorpresa de descubrir que nuestras opiniones eran igualmente opuestas, y por las mismas razones, a las teorías constitucionalmente aceptadas entonces casi unánimemente». La influencia del surrealismo fue determinante para su trabajo posterior; la historiadora y psicoanalista Élisabeth Roudinesco observa que esta frecuentación «llevó al joven Jacques Lacan a efectuar, a mediados de la década de 1950, un "retorno a Freud" tan provocador … como lo habían sido las manifestaciones surrealistas para la psiquiatría francesa en la década de 1920. En este sentido, Lacan ilustró las palabras de su amigo Henri Ey, reconociendo que fue a través del surrealismo, y no de la literatura médica, como él había por su parte descubierto la importancia del freudismo».
Paralelamente, Lacan continuaba con el tramo final de su especialización en psiquiatría. En 1930, viajó a Suiza para hacer una residencia de dos meses en la clínica del Burghölzli adscrita a la Universidad de Zúrich. En este lugar Auguste Forel, Carl Gustav Jung y Eugen Bleuler habían inventado un nuevo método de abordaje para la locura a comienzos de siglo. Durante su estadía, Lacan trabajó bajo la dirección de Hans Maïer, el sucesor de Bleuler. Al año siguiente, de vuelta en el Hospital Henri-Rousselle, obtuvo su Diplôme de médecin légiste (diploma de médico forense) y se convirtió en psiquiatra forense. Publicó su primer texto doctrinal —«Structures des psychoses paranoïaques» (1931)— en la revista Semaine des Hôpitaux de Paris, que mostraba la influencia que había tenido la enseñanza de Clérambault en él. En ese texto Lacan introducía una noción de «estructura» de la paranoia en un sentido fenomenológico, e identificaba tres tipos de psicosis paranoicas: la constitución paranoica, el delirio de interpretación y los delirios pasionales. La noción introducida por Lacan desplazaba al síndrome de automatismo mental como categoría central en la paranoia, y pese a que Lacan reconoció su deuda con Clérambault, su «maestro» lo acusó de plagio. En sus Escritos, Lacan reconoce a Clérambault como su «único maestro de psiquiatría», y destaca que fueron sus enseñanzas que lo llevaron al descubrimiento de la obra de Freud. Tras su retorno al Hospital Sainte-Anne a mediados de 1931, comenzó a examinar a una paciente llamada Marguerite Pantaine-Anzieu, ingresada tras apuñalar a la actriz Huguette Duflos. La apodó Aimée y a partir de su caso comenzó a elaborar su tesis doctoral.
En 1932, Lacan publicó una traducción del texto de Freud Über einige neurotische Mechanismen bei Eifersucht, Paranoia und Homosexualität [Sobre algunos mecanismos neuróticos en los celos, la paranoia y la homosexualidad] (1922) para la Revue française de psychanalyse, y lo tituló De quelques mécanismes névrotiques dans la jalousie, la paranoïa et l'homosexualité. En junio de ese año, comenzó su análisis de formación con Rudolph Loewenstein: duró hasta 1938 y concluyó en el fracaso y un largo desacuerdo entre ambos. Lacan finalizó el año de 1932 con la publicación de su tesis De la Psychose paranoïaque dans ses rapports avec la personnalité [De la psicosis paranoica en sus relaciones con la personalidad], por la que fue galardonado con su Diplôme d'État de docteur en médecine (equivalente a un título de doctor en Medicina). Aunque la difusión de la tesis atrajo un interés considerable en los círculos surrealistas y Pierre Janet hizo comentarios favorables de ella, parece no haber tenido un impacto inmediato en el psicoanálisis francés. Lacan llegó a enviarle una copia a Sigmund Freud en Viena —su única instancia conocida de comunicación directa—, quien acusó recibo con una tarjeta postal sin otro comentario. En lo que respecta a los surrealistas, en mayo de 1933 René Crevel publicó un artículo que elogiaba la tesis en Le Surréalisme au service de la Révolution y Paul Éluard le dedicó un poema a Aimée. Dalí también reconoció la tesis en el primer número de la revista Minotaure de junio de 1933:

A ella le debemos el hacernos por primera vez una idea homogénea y total del fenómeno homosexual fuera de las miserias mecanicistas en que se empantana la psiquiatría corriente.

La tesis se basaba principalmente en su seguimiento del caso Aimée, a quien Lacan había diagnosticado paranoia de autocastigo. Al igual que Freud, ubicó a la paranoia dentro de las psicosis y mantuvo la noción de «estructura»: afectaba a la personalidad entera del sujeto sin que fuera determinante el origen orgánico. En este sentido, Roudinesco explica que «para comprender la coherencia de esta estructura, hay que interpretar el sentido humano de los fenómenos que le son propios, es decir definir el conjunto de los elementos característicos de una psicogenia de la personalidad. Lacan emplea este término en vez del de psicogénesis para mostrar que la etiología de la psicosis se expresa en función de mecanismos fenomenológicos que dependen exclusivamente de la historia concreta del sujeto». En un texto de 1933, publicado bajo el título «Exposé général de nos travaux scientifiques», Lacan afirma que la originalidad de su trabajo se debió a que fue el primer intento en Francia de estudiar los delirios paranoicos de forma exhaustiva sobre la base de un análisis de la «historia concreta» del sujeto. Ese año también publicó dos trabajos más sobre la paranoia en la revista Minotaure: «Le problème du style et la conception psychiatrique des formes paranoïaques de l'expérience» y «Motifs du crime paranoïaque: le crime des sœurs Papin»; y publicó un soneto en Le Phare de Neuilly 3/4 con el título de «Hiatus Irrationalis». Será su única incursión conocida en la poesía, con un estilo que recuerda a la obra de Pierre Jean Jouve.

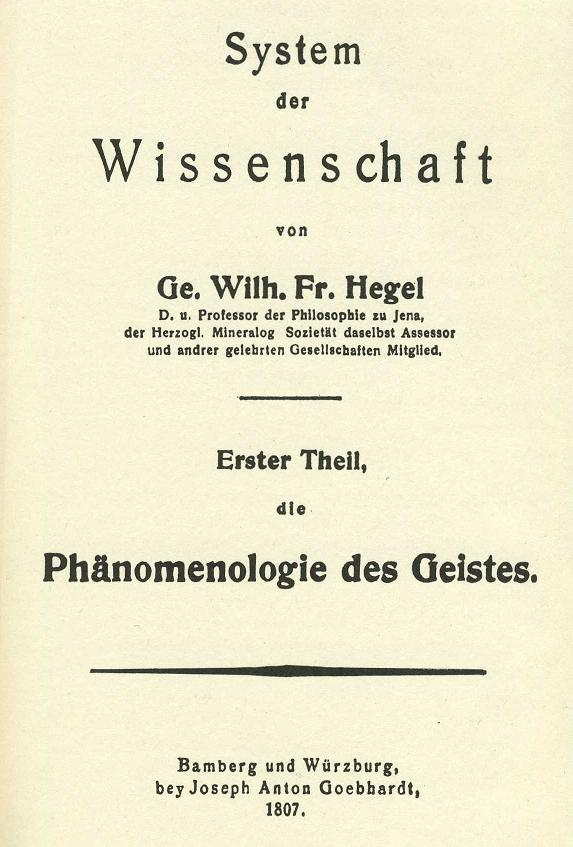
Portada de la 1.ª edición de la Fenomenología del espíritu (1807).

En octubre-noviembre de 1933, Alexandre Kojève empezó a dictar su seminario sobre la Fenomenología del espíritu de G. W. F. Hegel en la École pratique des hautes études. Impartidos entre 1933 y 1939, estos seminarios representan el punto de partida de los estudios hegelianos en Francia, y llegaron a adquirir una importancia notable. Por entonces, Lacan todavía no asistía al curso, pero había comenzado a familiarizase con la fenomenología hegeliana mediante los artículos de Alexandre Koyré, u otras fuentes, y su influencia ya se hacía visible en el artículo que le había dedicado a las hermanas Papin. Su asistencia al seminario comenzó entre los años 1934-1935 y duró hasta 1936-1937. Aquí conoció a Alexandre Koyré, Raymond Queneau y Georges Bataille, y participó en las reuniones de la revista Recherches Philosophique. La frecuentación de este círculo le permitió a Lacan iniciarse en una modernidad filosófica que pasaba por Edmund Husserl, Friederich Nietzsche, Hegel y Martin Heidegger; una influencia que sería fundamental para su obra. Junto a Kojève, llegó a acordar, en 1936, escribir un artículo comparando a Freud con Hegel; debía aparecer en la revista Recherches Philosophique, pero nunca se publicó. Fue en este período —otoño de 1933— que Lacan se enamoró de Marie-Louise Blondin, hermana de su antiguo compañero de externado Sylvain Blondin. Contrajeron matrimonio en enero de 1934 e hicieron su viaje de bodas por Italia, donde Lacan quedó fascinado con Roma. El matrimonio tuvo tres hijos: Caroline, nacida en enero de 1937, Thibaut, nacido en agosto de 1939, y Sybille, en noviembre de 1940.
En 1934, Lacan se convirtió en miembro candidato de la Société Psychanalytique de Paris (SPP). Solicitó la membresía plena en octubre de ese año mientras continuaba su controvertido análisis con Loewenstein. Entretanto, Lacan tuvo un papel activo en la SPP, asistía regularmente a reuniones y conferencias científicas, y tuvo un rol instrumental en el grupo Évolution psychiatrique. Su práctica psicoanalítica privada comenzó en 1936, cuando aún atendía a pacientes en el Hospital Sainte-Anne. Ese mismo año presentó su primer informe analítico sobre el «estadio del espejo» ante el Congreso de la Asociación Psicoanalítica Internacional (IPA) en Marienbad; su primer cruce con el freudismo internacional. Ernest Jones, quien presidía el congreso, dio por terminada la conferencia al cabo de diez minutos dado que no estaba dispuesto a extender el tiempo de presentación establecido por Lacan. Insultado por esto, abandonó el congreso y fue a presenciar los Juegos Olímpicos de Berlín. No queda ninguna copia de la conferencia original, puesto que olvidó entregar su comunicación; solo se conservó en las notas tomadas por Françoise Dolto. Su formulación de la teoría del estadio del espejo se basó en el trabajo experimental de Henri Wallon sobre el desarrollo infantil, en complemento con las enseñanzas sobre Hegel que había recibido de Kojève. Fueron Wallon y Lucien Febvre quienes encargaron a Lacan su último texto importante del período de preguerra: una contribución a la Encyclopédie française de 1938 titulada «La Famille». Asimismo, en 1938 Lacan obtuvo su adhesión a la membresía titular (Membre titulaire) de la SPP por medio de Édouard Pichon, pese a la considerable oposición de muchos de sus miembros principales que no estaban impresionados por su reformulación de la teoría freudiana en términos filosóficos.

### Década de 1940
La SPP dejó de funcionar debido a la ocupación de Francia por la Alemania nazi en 1940. Esto implicó que muchos de sus miembros, principalmente los judíos, huyeran del país; solo quedaron Françoise Dolto y Jean Leuba. Lacan fue llamado para el servicio militar, sirvió como médico auxiliar en el hospital militar Val-de-Grâce en París mientras continuaba con su práctica psicoanalítica privada. Se sabe por su correspondencia con Sylvain Blondin que su experiencia con el servicio militar fue bastante negativa. Durante la guerra no realizó ninguna publicación; se dedicó a estudiar chino, para lo cual se licenció en la École spéciale des langues orientales.
Su atención estuvo dirigida principalmente a su vida personal, puesto que previo a la Segunda Guerra Mundial, Lacan había comenzado a relacionarse con la actriz Sylvia Bataille (de soltera Maklès), quien entonces estaba separada de su amigo Georges Bataille, pero no divorciada. Ella se convirtió en su amante a finales de 1938 y, en 1953, en su segunda esposa. Con Sylvia encontró una vida más bohemia que con Marie-Louise Blondin, pero la relación se vio complicada durante la guerra por la amenaza de que Sylvia fuera deportada por ser judía: en 1940, mientras estaba encinta de Judith, tuvo que vivir en la zona libre. Movido por esto, Lacan intervino personalmente ante las autoridades para obtener los documentos que detallaban sus orígenes familiares y los destruyó. Sin embargo, cuando Lacan le anunció a su primera esposa, entonces embarazada de Sibylle, que Sylvia también esperaba un hijo, ella le pidió el divorcio. En consecuencia, en 1941 Lacan se mudó a un apartamento en el número 5 de la rue de Lille, y permaneció en ese lugar hasta su muerte. Su primera hija con Sylvia —quien ya tenía otra hija con Bataille llamada Laurence—, nació en julio de ese año y la nombraron Judith; fue inscripta con el apellido Bataille dado que la separación entre Lacan y Marie-Louise Blondin no se efectuó hasta diciembre de 1941. Recién a partir de 1964 llevaría el apellido de su padre. Por mucho tiempo, a pedido de su primera esposa, Lacan no le reveló a los hijos de su primer matrimonio la existencia de un segundo hogar donde criaba a su hija y a la de Bataille, algo que trajo consecuencias para ambas familias.
En 1945, la SPP comenzó a celebrar encuentros informales en París, y retomó sus reuniones mensuales convencionales al año siguiente. Ese año, Lacan visitó Inglaterra por un viaje de estudio de cinco semanas y se informó sobre el estado de la psiquiatría de ese país; visitó la residencia Hartfield, dedicada a la readaptación de exprisioneros y combatientes de ultramar, y quedó admirado por los principios de la terapia de grupo y el psicodrama. El trabajo analítico con los grupos de Wilfred Bion y John Rickman influyó en Lacan; Bion, particularmente, contribuyó a su propio énfasis posterior en los grupos de estudio como una estructura dentro de la cual avanzar en el trabajo teórico del psicoanálisis. A su regreso, Lacan dio una conferencia sobre el tema ante el colectivo de Évolution psychiatrique, que se publicaría en 1947 bajo el título La Psychiatrique anglaise et la guerre. En ella Lacan rinde un homenaje a los ingleses y contrasta su victoria en la guerra con la experiencia vivida en Francia en 1940; además elogia los métodos psiquiátricos utilizados en la selección de oficiales y en las pruebas psicológicas, que ayudaron a producir un ejército democrático.

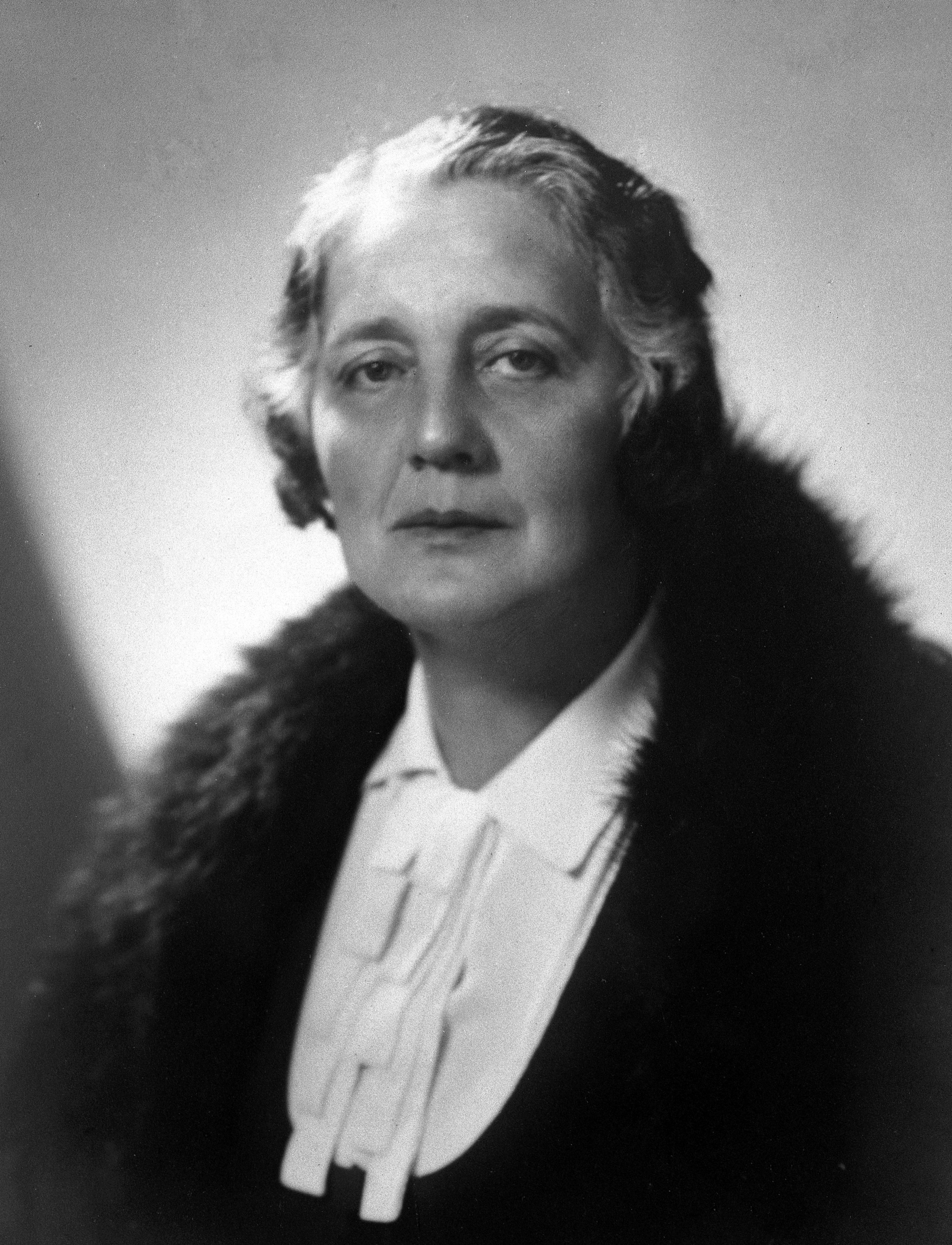
Melanie Klein hacia 1927.

En este período, Lacan también tuvo un acercamiento teórico a Melanie Klein, en cuyos postulados vio un paralelismo con su propia postura. En mayo de 1948, presentó un informe sobre la agresividad ante el XI Congreso de los Psicoanalistas de Lengua Francesa, donde retomó su investigaciones previas integrando algunas de las tesis kleinianas: especialmente la idea de la «posición paranoide» en la constitución del «yo [moi]» y la necesidad de conceder un lugar primordial a la «transferencia» en la formación analítica. También llegó proponerle a Klein la traducción del alemán de su ensayo El psicoanálisis del niño (1932), pero el proyecto se vio truncado dado que perdió la traducción, y esta fue realizada por Françoise Girard y Jean-Baptiste Boulager.
Durante el XVI Congreso de la IPA celebrado en Zúrich en el verano de 1949, Lacan presentó un nuevo trabajo sobre el estadio del espejo: El estadio del espejo como formador de la función del yo [je] tal como se nos revela en la experiencia psicoanalítica. En medio de un clima de guerra ideológica entre los kleinianos británicos y los «annafreudianos» estadounidenses —la gran mayoría—, la segunda generación francesa, los seguidores de Marie Bonaparte, intentan ocupar un lugar diferente. Entre ellos estaban Daniel Lagache, Sacha Nacht, y Lacan, quien a menudo era asistido por su amiga Françoise Dolto. Lacan lideró el grupo francés y reunió a su alrededor a teóricos como Wladimir Granoff, Serge Leclaire, y François Perrier. Además, ese año la SPP había lanzado un pedido de financiación para la creación de un Instituto de Enseñanza, y Lacan se encargó en gran medida de elaborar los estatutos de su Comisión de Enseñanza, conocidos como Reglement et doctrine de la Commission de l'enseignement. Para ello se basó en el texto de Freud La cuestión del análisis profano (1926), que plantea que el psicoanálisis no debe convertirse en una disciplina dominada únicamente por médicos. Lacan subraya la importancia del «núcleo fértil» de las humanidades, ya que conocerlas a conciencia facilitaría el acceso del analista a la organización del inconsciente. También se deja claro que la SPP debía ajustarse a la ley francesa, la cual no reconocía al psicoanálisis como una especialidad distinta; lo que significaba que un analista profano solo podía aceptar a un analizado que le hubiera sido remitido por un analista con formación médica.

### Década de 1950
Hacia 1950, Lacan presentó un nuevo trabajo ante XIII Congreso de los Psicoanalistas de Lengua Francesa, en coautoría con Michel Cenac: Introduction théorique aux fonctions de la psychanalyse en criminologie [Introducción teórica a las funciones del psicoanálisis en criminología]. El trabajo se enfocaba en la criminología tomando referencias tanto antropológicas —Marcel Mauss y Bronisław Malinowski— como psicoanalíticas —Tótem y tabú y la teoría del superyó—, y sugería que el diálogo psicoanalítico podía facilitar el acceso al mundo imaginario del criminal, lo que facilitaría la identificación de represiones neuróticas y estancamientos en el desarrollo constitutivo, sin deshumanizar al delincuente. En este sentido, David Macey observa que «en vista de la oposición declarada de Lacan a la "ingeniería social" asociada a la Ego Psychology, es quizás sorprendente encontrarlo discutiendo la reintegración de los delincuentes en la comunidad». Ese mismo año, en el marco del Primer Congreso Mundial de Psiquiatría, Lacan realizó una intervención en respuesta a las ponencias de Franz Alexander, Anna Freud, Melanie Klein y Raymond de Saussure. Aquí aparecieron sus primeras referencias a la lingüística estructural; apoyándose en Roman Jakobson y Claude Lévi-Strauss, insistió en que la psicología no puede explicar el lenguaje, sino que, contrariamente, es el lenguaje el que determina la psicología. Sus ataques a la Ego psychology continuaron: sostuvo que el yo es el «síndico de las funciones más móviles por las que el hombre se adapta a la realidad», que tiene la capacidad de ilusión y engaño, y es la superestructura involucrada en la alienación social.
Con la compra en 1951 de una mansión rural en Guitrancourt, Lacan estableció un lugar para los retiros de fin de semana, por trabajo, ocio —incluyendo extravagantes eventos sociales— y para el alojamiento de su vasta biblioteca. Su colección de arte incluía L'Origine du monde de Gustave Courbet; obra que había sido ocultada en su estudio mediante un panel de madera removible que en su parte visible contenía una representación abstracta de la pintura confeccionada por André Masson. Ese año también asistió al Congreso de la IPA celebrado en Ámsterdam, su última conferencia como miembro de la institución, y participó en el simposio «Influencias mutuas en el desarrollo del yo y el ello», para la exasperación de Marie Bonaparte quien presidía la sesión. Al parecer mantuvo discusiones privadas tanto con Anna Freud como con Melanie Klein, pero su contenido se desconoce. Mientras tanto, Lacan comenzaba a dictar seminarios semanales privados en el departamento de Sylvia Bataille. Habiendo inaugurado su enseñanza bajo el signo de un «retorno a Freud», se apoyó en la filosofía heideggeriana —de la que toma el cuestionamiento infinito sobre el estatuto de la verdad, del ser y de su develamiento—, la antropología estructuralista de Claude Lévi-Strauss —de la que deduce la idea de lo simbólico, y su lectura universalista de la prohibición del incesto y del complejo de Edipo—, y la lingüística de Ferdinand de Saussure —de la que extrae su concepción de un inconsciente organizado como un lenguaje y del significante—. El pensamiento de G.W.F. Hegel también sigue siendo influyente en Lacan. El seminario se hizo público en 1953 y se trasladó al Hospital Sainte-Anne, donde se celebró durante diez años. Con una duración total de veintisiete años, el seminario se convirtió en su principal plataforma de enseñanza.

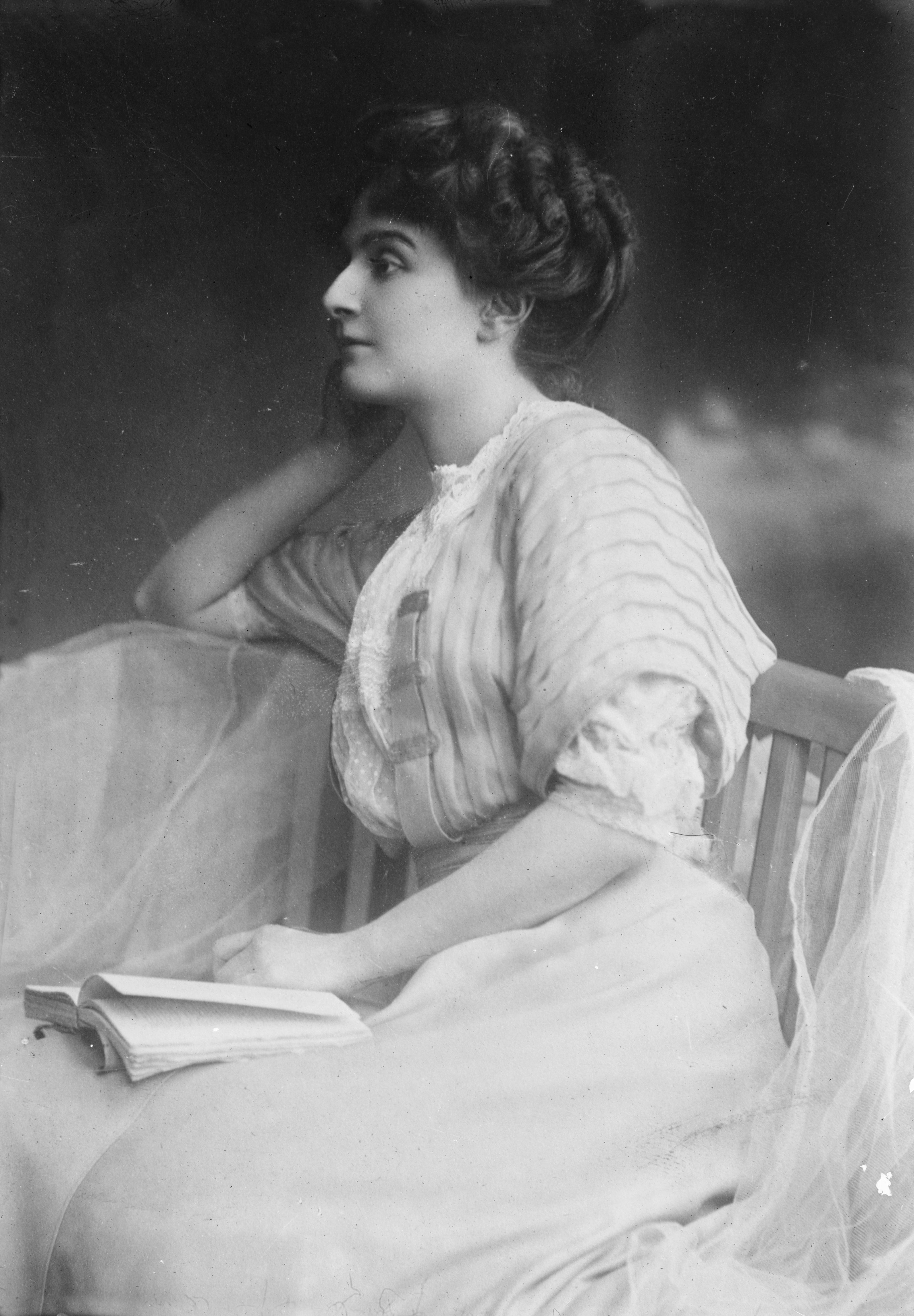
Marie Bonaparte fue una de las principales opositoras de Lacan durante su membresía a la SPP.

La década de 1950 también estuvo marcada por las controversias que se gestaron en el seno de la SPP y que culminaron con su escisión hacia 1953. Desde 1951, la Comisión de Enseñanza de la SPP venía cuestionando las «sesiones cortas» de Lacan en su análisis didáctico. Lacan defendió su técnica durante una reunión de la SPP realizada en diciembre, y luego en junio de 1952. No había textos que argumentaran favorablemente su práctica; aunque El tiempo lógico (1945) suele considerarse una teorización precedente de Lacan sobre el tema, recién en Función y campo de la palabra (1953) expuso el argumento pragmático de que su técnica aceleraba el proceso de análisis. Además, en junio de 1951 redactó un texto titulado La Psychanalyse, dialectique? en el cual defendía su uso de las sesiones de duración variable, pero nunca se publicó. Sin embargo, el centro de la polémica giró en torno a la creación del Institut de Psychanalyse de Paris y el tema del análisis profano. Se trataba de un nuevo instituto de formación de analistas propuesto por Sacha Nacht —entonces presidente de la SPP— en 1952. Tras ser nombrado director por un período de cinco años, Nacht presentó los estatutos durante una reunión de la SPP realizada en noviembre. El objetivo era que el título de analista solo fuera otorgado a quienes tuvieran formación médica; lo que provocó una gran hostilidad, sobre todo de Marie Bonaparte que era una analista profana pese a sus inclinaciones biológicas. Las propuestas de Nacht estaban precedidas por una cita de Constantin von Monakow y Raoul Mourgue que sugería que el psicoanálisis, al igual que la psiquiatría y la psicología, era una subespecialidad dentro de la disciplina general de la neurobiología: Lacan citará esto irónicamente al comienzo de Función y campo de la palabra (1953). Finalmente, en diciembre de 1952 se celebró una reunión extraordinaria en la SPP donde Lagache y Bonaparte votaron en contra de Nacht. Tras el resultado, Nacht renunció, pero fue reelegido presidente interino y luego renunció nuevamente a fin de mes. Finalmente fue reemplazado por Lacan, quien aceptó el cargo de forma temporal y declaró que intentaría mediar entre las diversas facciones de la SPP.
En enero de 1953, Lacan presentó nuevas propuestas para los estatutos del instituto; se asemejaban en gran medida a los de 1949 y estaban precedidas por una cita de La cuestión del análisis profano (1926) de Freud. Ese mismo mes fue elegido presidente de la SPP, y Bonaparte, quien había apoyado originalmente la candidatura de Cenac, comenzó a apoyar al grupo de Nacht. Según Lacan, ella cambió de posición porque los estatutos que había redactado para el instituto no mencionaban ni su nombre ni sus funciones honoríficas. Su hostilidad personal hacia él era de larga data, aunque los comentarios de Lacan sobre la visita de Freud a París en 1938 indican que la hostilidad era mutua. Tras la elección de Lacan a la presidencia de la SPP, Nacht se convirtió en jefe del instituto y en miembro vitalicio de su consejo de administración; de modo que sus estatutos fueron adoptados. El 4 de marzo de 1953, Lacan presentó una exposición en el Colegio Filosófico sobre El mito individual del neurótico, donde realizó una revisión estructural del complejo de Edipo y enunció por primera vez la expresión «nombre del padre». Al día siguiente, el instituto empezó a funcionar: enseguida hubo objeciones de los estudiantes por el plan de estudios, el monto de los honorarios y la exigencia de que firmaran un acuerdo para no describirse como psicoanalistas y no practicaran el análisis hasta ser autorizados por la Comisión de Enseñanza. El 2 de junio, durante una reunión de la SPP, Cenac acusó a Lacan de instigar una revuelta estudiantil y otro de los partidarios de Nacht afirmó que de no ser por Lacan, no habría problemas en la SPP. La reunión fue aplazada para el 16 de junio y, tras retomarse, se aprobó una moción de censura contra Lacan que fue firmada por Pasche, Benassy, Diatkine y Cenac. Finalmente, Lacan renunció a la presidencia, y Lagache, Dolto y Favez-Boutonnier renunciaron a la SPP en protesta. Enseguida fundaron la Société Française de Psychanalyse (SFP), a la que inmediatamente se le unieron por invitación Blanche Reverchon-Jouve, Angelo Hesnard y René Laforgue; Lacan por su parte renunció a su membresía de la SPP y también se unió a la SFP. La dirección de la nueva sociedad pasó a ser la siguiente: presidente: Lagache; vicepresidente: Favez-Boutonnier; secretaria: Dolto; tesorero: Lacan.
Tras renunciar a la SPP, Lacan fue informado por una carta de Ruth Eissler, entonces secretaria honoraria de la IPA, de que su renuncia implicaba la pérdida de su membresía a la IPA. Así, en julio de 1953 el nuevo grupo comenzó buscar apoyo para que la SFP fuera reconocida por la IPA; Lacan le escribió a Perrotti —presidente de la Sociedad Italiana de Psicoanálisis—, a Balint, a Loewenstein, y más tarde a Hartman. El encuentro inaugural de la SFP fue abierto por Lacan en julio con la conferencia Lo simbólico, lo imaginario y lo real, donde expuso una nueva tópica y habló explícitamente de una «vuelta a los textos freudianos», destacando que dicho retorno se remontaba al año 1951. Ese mes también se celebró el XVIII Congreso de la IPA en Londres, y se nombró un comité para examinar la solicitud de reconocimiento de la SFP. El comité estaba compuesto por Kurt Eissler, Phyllis Greenacre, W. Hoffer, Jeanne Lampl-de Groot y D.W. Winnicott. Lacan, mientras tanto trabajaba en la instauración de una teoría estructural de la cura que sería plasmada en el ensayo Función y campo de la palabra y del lenguaje en psicoanálisis, presentado en el XVI Congreso de Psicoanalistas de Lenguas Romances celebrado en Roma, el 27 de septiembre de 1953. Fue continuada en los seminarios I, Los escritos técnicos de Freud (1953-1954), II, El yo en la teoría de Freud y en la técnica psicoanalítica (1954-1955), y concluida en una conferencia pronunciada en Viena en noviembre de 1955, bajo el título La cosa freudiana o el sentido de un retorno a Freud. Ese año además publicó Variantes de la cura-tipo, un texto donde declara su marcada oposición a la Ego Psychology. La resolución del comité fue dada ante el Congreso de la IPA celebrado en Ginebra en 1955: Hartmann anunció que se había concluido que «el grupo Lagache» no debía ser reconocido como sociedad competente, ya que sus capacidades de formación y de enseñanza no eran adecuadas. Al año siguiente, la SFP lanzó su revista La Psychanalyse y su primer número estuvo dedicado a Lacan. Entre sus artículos destacados figuran el Informe de Roma y una traducción del artículo Logos (1951) de Heidegger hecha por Lacan; se había encontrado con el filósofo en Friburgo en el año anterior y aquel lo había autorizado a publicarla. En 1959, la SFP renovó su pedido de afiliación a la IPA y se designó un nuevo comité encabezado por Pierre Turquet para investigar el tema.

### Década de 1960
Si bien Lacan tuvo controversias con varios miembros de la IPA, también cultivó buenas relaciones con algunos de ellos. Un ejemplo fue su vínculo fluido con D.W. Winnicott; es conocida la carta fechada en agosto de 1960 en la que Lacan le comenta al inglés su orgullo por su hijastra Laurence Bataille —detenida durante la guerra de Argelia por sus conexiones políticas— y sobre un sobrino que había sido condenado a dos meses de prisión por actividades antibélicas. A nivel institucional, la negociación para la integración de la SFP a la IPA seguía en marcha. Hacia 1961, se presentó el informe del comité de Turquet ante el Ejecutivo Central de la IPA, pero la resolución no se hizo pública. El documento igualmente se puso a disposición de la delegación de la SFP que viajó a Edimburgo para asistir al XXII Congreso. Finalmente, en agosto de ese año, se determinó la posibilidad de una reintegración progresiva de la SFP a la IPA, pero con la condición de que Françoise Dolto y Lacan dejaran de realizar análisis didáctico. La práctica de Lacan —con sus controvertidas sesiones de duración indeterminada— y su postura crítica hacia la ortodoxia psicoanalítica condujo a que, en agosto de 1963, la IPA estableciera la condición de que la afiliación dependiera de la exclusión de Lacan de su lista de analistas. Por lo tanto, en noviembre de ese año, tras la decisión de la SFP de atender a la solicitud, Lacan fue despojado efectivamente del derecho de realizar análisis didáctico y tuvo que interrumpir su seminario en el Hospital Sainte-Anne; lo que hizo que se viera obligado a crear su propia institución para dar cabida a los numerosos candidatos que deseaban continuar su análisis con él. Lo llevó a cabo el 21 de junio de 1964 en el «Acta de fundación» de lo que se conoció como la École Freudienne de Paris (EFP), llevándose «consigo buen número de representantes de la tercera generación, entre ellos Maud y Octave Mannoni, Serge Leclaire, François Perrier, Moustapha Safouan, Jenny Aubry, Piera Aulagnier, Solange Faladé, Jean Clavreul, etc.».
Por intervención de Fernand Braudel y Louis Althusser, Lacan obtuvo un cargo de conferencias en la École Pratique des Hautes Études y, en enero de 1964, comenzó a dictar su seminario XI sobre Los cuatro conceptos fundamentales del psicoanálisis, en la sala Dussane de la École Normale Supérieure. Empezó a exponer su propio enfoque del psicoanálisis a una audiencia de colegas provenientes de la SFP y sus conferencias también atrajeron a algunos estudiantes de la École Normale: entre ellos Jacques-Alain Miller, quien en 1966 se casaría con Judith Lacan y se convertiría en el redactor de los seminarios de su suegro. El apoyo que obtuvo Lacan en la École Normale lo alentó a formalizar su teoría entre los años 1964 y 1965 con el fin de evitar que fuese objeto de «revisiones», al estilo de las que tuvo la obra de Freud. Esta refundición de su doctrina desde una perspectiva de «cientifización», surge a partir de su descubrimiento de la obra de Gottlob Frege y de su confrontación de esta con los trabajos publicados en la revista Cahiers pour A'analyse. Para ello se apoyó en los planteos de Alexandre Koyré y Kurt Gödel. Del primero adoptó la idea de que la ciencia moderna, fundadora del cogito, había desvalorizado dramáticamente la noción del ser; del segundo tomó su segundo teorema de la incompletitud, referente a que la noción de verdad escapa a la formalización integral. Para Lacan este fracaso remitía al fracaso en general de la ciencia «siempre en busca de sutura». Consideró entonces que era por medio de la lógica que el psicoanálisis podía correrse del estatuto de ciencia humana: pero una «lógica de la incompletud, ciencia del sujeto caído, ciencia del correlato no suturado». De esta forma, al apuntar a un ideal de cientificidad universalista, Lacan pretendía combatir toda refundición psicologicista del psicoanálisis en términos de ciencia humana, procurando asignarle al psicoanálisis la tarea de tomar por objeto al sujeto de la ciencia, a su vez efecto del significante.
Lacan además se mantuvo activo en otros ámbitos. En 1965, organizó un encuentro con Marguerite Duras tras la publicación de su novela Le ravissement de Lol V. Stein [El arrebato de Lol V. Stein] (1964), que describía una psicosis en términos similares a los suyos. Cuando se reunieron una noche en un bar, Lacan la felicitó con entusiasmo expresándole: «¡Usted no sabe lo que está diciendo!». Ese mismo año creó su colección Le champ freudien [El campo freudiano] después de firmar un contrato con Éditions du Seuil, impulsado por François Wahl. Entre febrero y marzo de 1966 dio una serie de conferencias en seis universidades estadounidenses, incluyendo Columbia, Harvard y el MIT. En octubre, volvió a los Estados Unidos para asistir al simposio «Los lenguajes de la crítica y las ciencias del hombre» organizado por René Girard y Eugenio Donato en la Universidad Johns Hopkins de Baltimore. Estuvieron presentes varios exponentes de distintas esferas del saber, como Jean Hyppolite, Lucien Goldmann, Georges Poulet, Roland Barthes, Tzvetan Todorov, Nicolas Ruwet y Jacques Derrida. Lacan, por su parte, participó activamente en el debate sobre estructuralismo y presentó su comunicación «Acerca de la estructura como mixtura de una Otredad, condición sine qua non de absolutamente cualquier sujeto»: un discurso donde cita a Frege y a Bertrand Russell y, entre otras cosas, explica que su concepción del inconsciente «estructurado como un lenguaje» es una tautología, ya que «estructurado» y «como un lenguaje» son sinónimos. Adicionalmente afirma: «La mejor imagen que resume al inconsciente es Baltimore de madrugada». Lacan finalizó el año de 1966 con la publicación de su obra más importante: los Escritos. La obra fue compilada con un índice de conceptos hecho por Jacques-Alain Miller y estuvo marcada por su lenta elaboración; hubo reescritura por parte de Lacan, varias correcciones de Wahl, y comentarios de Miller. Los Escritos también fueron impresos por Éditions du Seuil e hicieron mucho para consolidar la reputación de Lacan ante un público más amplio. El éxito de la publicación condujo a que en 1969 se elaborara una edición de dos volúmenes. La obra fue leída y comentada por pensadores como Michel Foucault y Gilles Deleuze.
En cuanto a los eventos ocurridos en mayo de 1968, Lacan respetó la convocatoria de huelga del Sindicato Nacional de Enseñanza Superior y no impartió seminarios de forma oficial; sino que en su lugar sostuvo discusiones informales. Aunque fue muy crítico de la acción revolucionaria, algunos lo responsabilizaron parcialmente por los hechos ocurridos en las protestas. Como consecuencia tuvo que abandonar la École Normale Supérieure; el 9 de mayo había firmado un manifiesto de apoyo al movimiento estudiantil y durante el mismo período puso su firma en un petitorio por la liberación de Régis Debray, que estaba preso en Bolivia. Sin embargo, en diciembre de 1969 declaró lo siguiente ante cientos de estudiantes:

Las aspiraciones revolucionarias sólo tienen una posibilidad: terminar siempre con el discurso del amo. La experiencia lo prueba. A lo que aspiran como revolucionarios es a un amo. ¡Lo tendrán!

En 1969, la EFP comenzó a aplicar un nuevo procedimiento de acceso al título de analista para los miembros simples que hubieran realizado un análisis. Designado en 1967 con el nombre de «pase», el procedimiento consistía básicamente en un marco institucional que permitía al pasante dar testimonio del final de su análisis. Su aplicación tuvo la intención de resolver los problemas de formación derivados de la masificación de la EFP, pero provocó la salida de tres importantes discípulos de Lacan que se le opusieron: François Perrier, Piera Aulagnier y Jean-Paul Valabrega. Ese mismo año, Serge Leclaire fundó un departamento de psicoanálisis en la recién creada Universidad de París VIll en Vincennes —fue el primero con ese nombre en Francia—, y Lacan, por su parte, trasladó sus seminarios públicos de la École Normale a la Facultad de Derecho frente al Panteón; donde continuó presentando sus exposiciones de teoría y práctica analítica hasta la disolución de la EFP en 1980.

### Década de 1970

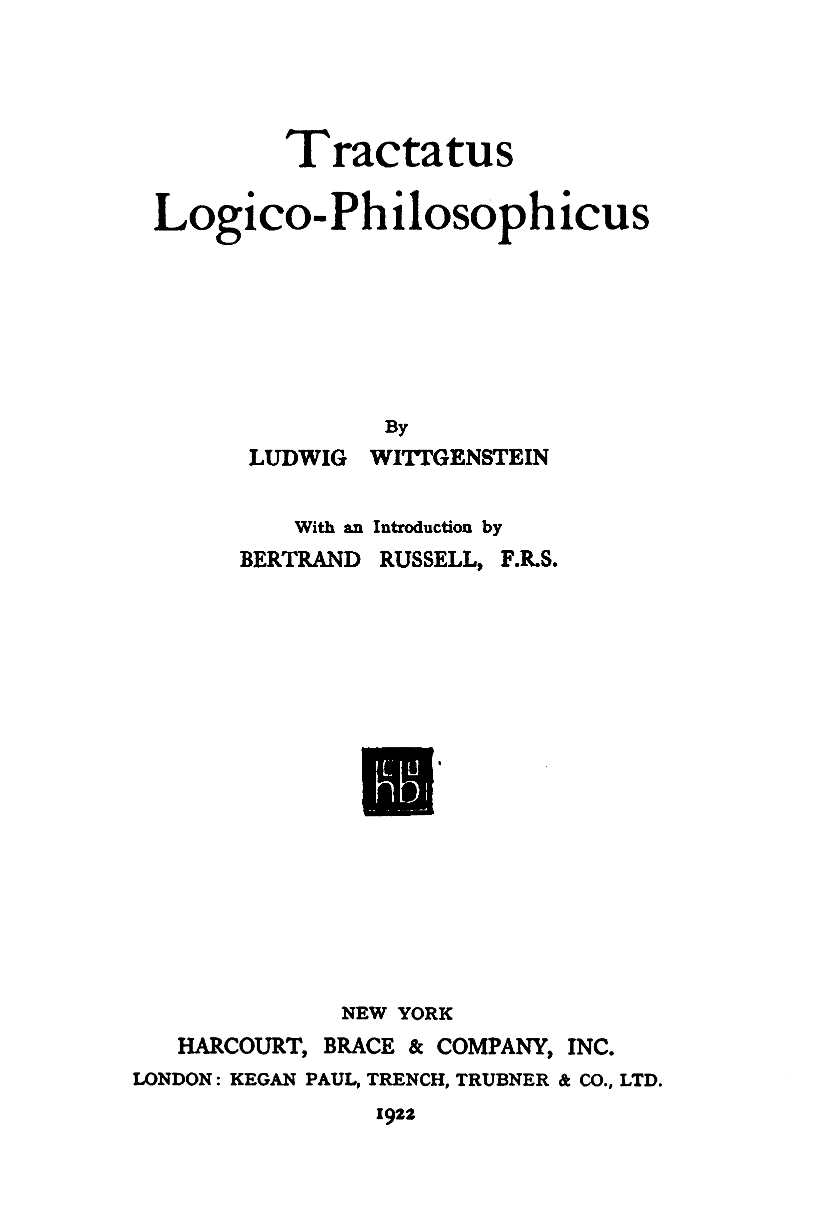
El Tractatus logico-philosophicus (1921) de Ludwig Wittgenstein será una obra fundamental para la segunda refundición de la doctrina lacaniana.

En el Panteón, Lacan comenzó a elaborar una última refundición de su doctrina que le permitió salir parcialmente del estructuralismo, y pasar de un rechazo de la enseñanza universitaria a su contrario. Su lectura del Tractatus logico-philosophicus (1921) de Ludwig Wittgenstein fue fundamental para esta segunda refundición. La obra fue largamente comentada por Lacan en su primer seminario en la Facultad de Derecho impartido entre 1969-1970, bajo el título El reverso del psicoanálisis (XVII). Con base en ese texto concibió simultáneamente el «matema» y el «nudo borromeo», con el empeño de hacer del psicoanálisis una ciencia exacta. No era su primer encuentro con el mundo de las matemáticas; desde 1950 la enseñanza de Lacan tenía contacto con ellas con su constante recurrencia a figuras topológicas. Para ello fue clave su encuentro, en 1951, con el matemático Georges-Théodule Guilbaud en un contexto donde tanto Lacan, Claude Lévi-Strauss y Émile Benveniste buscaban establecer un puente entre las ciencias humanas y las matemáticas, y se reunió con Guilbaud para comenzar ese recorrido. A lo largo de su obra, Lacan hizo un uso ilustrativo de varias figuras topológicas representativas (banda de Möbius, toro o cámara de aire, cross-cap o gorra cruzada, botella de Klein), pero fue a partir de su lectura de Wittgenstein, combinada con su recurrencia al saber matemático —ahora influido por una nueva generación de jóvenes matemáticos, entre ellos Pierre Soury—, que creó una nueva terminología destinada a hacer transmisible el saber psicoanalítico; un pasaje del decir al mostrar. La introducción del «matema» supuso un cambio en la postura de Lacan con respecto al discurso universitario —al que en 1969 había considerado incompatible con el psicoanálisis—; por ende, en 1974 dio su respaldo a los partidarios de introducir el psicoanálisis en la universidad, en especial a Jacques-Alain Miller.
Mientras tanto, Lacan recurrió ampliamente a diversas disciplinas; trabajó estrechamente en la literatura clásica china con François Cheng, y el éxito creciente de los Escritos hizo que recibiera nuevas invitaciones para dar conferencias en Japón e Italia. En 1973, Éditions du Seuil publicó por primera vez una transcripción compilada de un seminario de Lacan: Los cuatro conceptos fundamentales del psicoanálisis (1964). Ese mismo año, el creciente número de feministas que asistían a su seminario lo impulsaron a introducir las «fórmulas de la sexuación» en un intento de demostrar que la sexualidad no está determinada por la biología: aparece la posición «femenina» —no determinada por el falo— presente también en todos los sujetos hablantes junto a la ley fálica. Al año siguiente, se reorganizó el departamento de psicoanálisis de la Universidad de París VIII y se lo renombró «Le Champ freudien». Lacan fue nombrado director y Jacques-Alain Miller, presidente. Aquí, el matema se convirtió en un elemento esencial en el trabajo de la EFP y, en efecto, en la base del trabajo en París VIII-Vincennes. Adicionalmente, en 1974 la televisión francesa emitió una entrevista filmada por Benoît Jacquot en la que Miller hacía de interlocutor de Lacan. Fue titulada Telévision y el texto había sido publicado por Le Seuil previo a la difusión de la emisión. Si bien Lacan entonces insistía en la naturaleza lingüística del inconsciente, en esa emisión y en su seminario XX (1972-1973) comenzó a emplear el neologismo «lingüistería» para distinguirse de los lingüistas académicos; muchos temas de ese seminario y de los textos relacionados fueron expuestos de forma esquemática en la entrevista.
A comienzos de 1975, Lacan comenzó a trabajar en la vida y obra de James Joyce con Jacques Aubert. El joven estudiante, buen lector de los Escritos, le había propuesto a Lacan participar en el V simposio internacional sobre Joyce que se celebraría en París, en junio de ese año. Lacan aceptó y a partir de entonces entró en contacto con una gran cantidad de obras dedicadas al escritor. También consultó trabajos de escritores de las revistas Tel quel y Change, entre los que figuraban Philippe Sollers y Jean-Pierre Faye. Durante la celebración del simposio, en el anfiteatro de la Sorbona, Lacan pronunció una alocución titulada «Joyce le symptôme» [Joyce el síntoma], recordando su contacto con el escritor durante su juventud. A Joyce también le dedicó su seminario de 1975-1976 titulado «Le sinthome». Entre noviembre y diciembre de 1975, Lacan viajó nuevamente a los Estados Unidos para dar una serie de conferencias en Yale, Columbia y el MIT, donde además tuvo la ocasión de debatir con Willard Van Orman Quine y Noam Chomsky. Tras sufrir un leve accidente automovilístico en el otoño de 1978, Lacan comenzó a verse cansado y a permanecer en silencio durante largos períodos de tiempo, incluso en sus seminarios. Su discurso tendió a ser reemplazado por demostraciones mudas y nuevos giros en los nudos borromeos. En 1979 cofundó con su hija Judith Miller la Fondation du Champ Freudien, y ella quedó encargada de dirigirla.

### Últimos años
En enero de 1980, Lacan anunció la disolución unilateral de la École freudienne de Paris, mediante una «Carta de disolución» fechada el día 5 de ese mes. En ese momento, en la escuela había una serie de disputas internas. La misiva enseguida tuvo repercusión en la prensa y fue publicada en Le Monde el 9 de enero. En la carta, Lacan invitaba a todos los miembros de la escuela que desearan seguir trabajando con él a que le dieran a conocer sus intenciones por escrito —el término usado es écrit de candidature— y, entre otras cosas, hablaba del «coste de haber permitido que el grupo psicoanalítico primara sobre el discurso, y se convirtiera en Iglesia». Recibió más de mil cartas en una semana, pero la disolución de la escuela tuvo que esperar hasta el 27 de septiembre de ese año, dado que la normativa requería una mayoría de dos tercios en una asamblea general especialmente convocada, que se obtuvo recién en esa fecha. En su lugar fundó, el 21 de febrero, la escuela de La Cause freudienne y, en octubre, la École de la cause freudienne. Como consecuencia, el movimiento lacaniano se dispersó en una veintena de asociaciones.
En julio de 1980, Lacan viajó a Caracas por el congreso inaugural de la Fondation du Champ Freudien, cofundada con su hija Judith en 1979. Fatigado por su viaje en Concorde, Lacan llamó a sus seguidores a que se reunieran en torno a él para expresarles:

Vengo aquí a impulsar mi causa freudiana. Como ven, me interesa este adjetivo. Es asunto de ustedes ser lacanianos si lo desean. Yo soy freudiano.

Sus problemas de salud le dificultaron cumplir con las demandas de su seminarios anuales, impartidos desde la década del 50; pero su enseñanza continuó hasta 1981. Al final de su vida, Lacan comenzó a verse afectado por trastornos cerebrales y una afasia parcial. Murió el 9 de septiembre de 1981, en la clínica Hartmann de Neuilly-sur-Seine, a causa de la ablación de un tumor maligno de colon. Sus últimas palabras pronunciadas fueron: «Soy obstinado … Desaparezco». Antes de morir, Lacan nombró a Jacques-Alain Miller como su albacea, quien quedó a cargo de toda su obra publicada y no publicada.

## Conceptos principales

### Retorno a Freud
El «retorno a Freud» de Lacan se desarrolla en el marco de su formación como analista en la Société Psychanalytique de Paris (SPP), institución que entonces estaba afiliada a la Asociación Psicoanalítica Internacional (IPA) y que se presentaba como la única heredera genuina del legado freudiano. En primera instancia, Lacan critica radicalmente el enfoque mediante el cual la mayoría de los analistas de la IPA habían interpretado a Freud. Pero luego, tras su salida de la SPP en 1953, extenderá su crítica a las tres principales escuelas de la IPA: la Ego Psychology, el psicoanálisis kleiniano y la teoría de relaciones objetales. El «retorno a Freud» surge entonces como respuesta a lo que Lacan consideró una lectura «traicionada» de la obra de Freud por parte de la IPA.

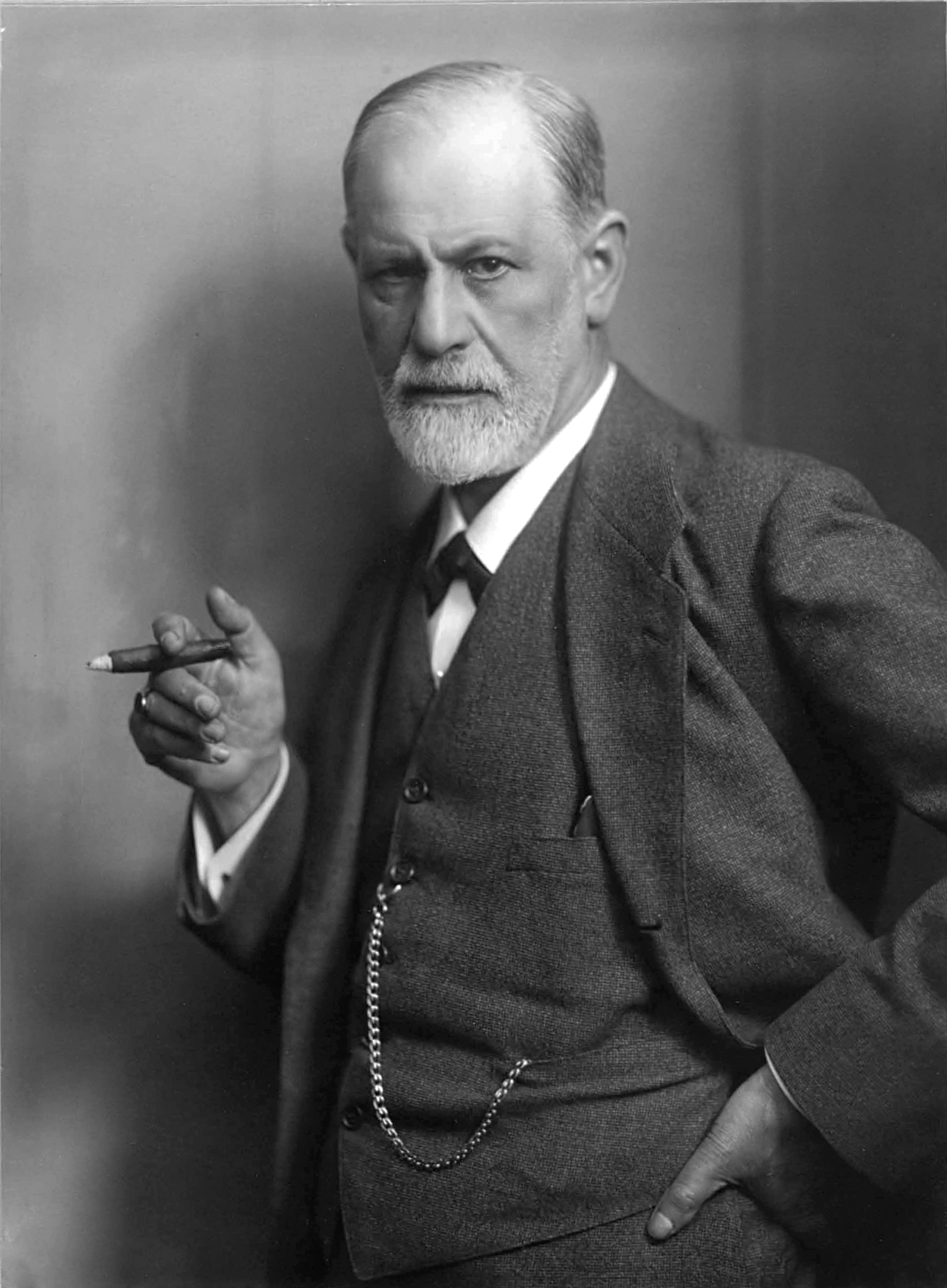
Sigmund Freud fotografiado por Max Halberstadt en 1921.

En sus Notas en alemán preparatorias para la conferencia sobre la Cosa freudiana (1955), Lacan plantea que el retorno «consiste en reanudar la lectura de Freud y reelaborar de ella todo lo que hasta ahora una interpretación muy miope no aprehendió, dejó de lado u olvidó». Además, habla de la «necesidad de un retorno a la práctica original del psicoanálisis, pero en el sentido de que el retorno signifique a la vez una renovación a partir del fundamento». Sugiere que la práctica psicoanalítica original combinaba «con su profundidad propia cierta ingenuidad», pero que finalmente la técnica tendió a voltearse hacia su contrario. Por esa razón insistirá en retomar esa primera técnica «como a una técnica aprehendida y experimentada particularmente en su esencia y su fundamento».
Dylan Evans destaca que fue mediante la lectura de los textos de Freud en alemán que Lacan encontró elementos que habían «sido oscurecidos por una traducción pobre e ignorados por otros comentadores». De ahí que su obra esté «asociada con comentarios detallados de textos específicos de Freud y llena de numerosas referencias a otros analistas, cuyas ideas Lacan refuta» desde su relectura. Por otra parte, Élisabeth Roudinesco comenta que el enfrentamiento de Lacan con las grandes corrientes del freudismo se da tras su revalorización del inconsciente y el ello en detrimento del yo, mientras apoyaba el inicio de su enseñanza en la filosofía heideggeriana, la lingüística de Ferdinand de Saussure y la antropología estructuralista de Claude Lévi-Strauss. Lacan comienza por abordar los textos freudianos «a partir de un sistema de la lengua concebida como una estructura y formada por signos, definidos a su vez según su valor, a través de la relación simbólica de un significado con un significante. … Lacan replantea la posición del sujeto en la cura a partir de la función de la palabra». Slavoj Žižek, en cambio, plantea que la diferencia de la teoría de Lacan con la de las otras escuelas y con la del propio Freud, radica en su «tenor filosófico». Según Žižek, Lacan no concibe al psicoanálisis como «una teoría y una técnica de tratamiento de perturbaciones psíquicas, sino una teoría y una práctica que confronta a los individuos con la dimensión más radical de la existencia humana».
Lacan intentó «devolver a la noción de Relación de objeto … el capital de experiencia que le va legítimamente ligada», basándose en lo que denominó como «la obra vacilante, pero guiada de la señora Melanie Klein …». Señala que «por ella sabemos la función del primordial recinto imaginario formado por la imago del cuerpo materno», así como «la noción del objeto transicional, introducida por D.W. Winnicott, punto clave para la explicación de la génesis del fetichismo». Sin embargo, «Lacan cuestionó sistemáticamente aquellos desarrollos psicoanalíticos de los años treinta a setenta que se centraban cada vez más, y casi exclusivamente, en las relaciones tempranas del niño con la madre … la madre preedípica o kleiniana».
Si bien Lacan vuelve a los textos originales de Freud, retoma ciertos aspectos específicos de su obra, «elige y elabora ciertos temas, y desatiende o reinterpreta otros». De modo que, como señala Evans, podría calificarse su enfoque «como una forma "posfreudiana" del psicoanálisis, junto con la psicología del yo, el psicoanálisis kleiniano y la teoría de las relaciones objetales». No obstante, Lacan sostuvo que en los textos de Freud operaba una lógica más profunda «que los hace coherentes a pesar de las aparentes contradicciones», y por ello insistió en que «su lectura de Freud, y sólo la suya, saca a luz esta lógica». Así pues, remarca Evans, «las declaraciones de lealtad y las acusaciones de traición formuladas por Lacan … tienen, por cierto, una función retórico-política, en cuanto al presentarlo como "más freudiano" que nadie le permitieron desafiar el monopolio efectivo del legado freudiano del que la IPA aún disfrutaba en la década de 1950».

### Estadio del espejo
La primera contribución oficial de Lacan al psicoanálisis fue la del estadio del espejo. La expresión aparece por primera vez durante una conferencia de la SPP que tuvo lugar el 16 de junio de 1936. Para ello Lacan toma como base la «prueba del espejo» elaborada por Henri Wallon en 1931, y propone el estadio del espejo como «una combinación de posición, en el sentido kleiniano, y estadio, en el sentido freudiano». Así, la noción de estadio deja de estar ligada a la idea de estadio propuesta por Wallon, y adquiere una dimensión de «operación psíquica, incluso ontológica, mediante la cual se constituye el ser humano en identificación con su semejante». En 1936, Lacan presenta por segunda vez el concepto ante el XIV Congreso de la Asociación Psicoanalítica Internacional (IPA) celebrado en Marienbad; el trabajo nunca se publicó, pero en 1949, Lacan expone nuevamente el tema en el Congreso de la IPA celebrado en Zúrich, bajo el título El estadio del espejo como formador de la función del yo [je] tal como se nos revela en la experiencia psicoanalítica.
A comienzos de la década de 1950, Lacan deja de considerar al estadio del espejo como apenas un momento en la vida del infante: pasa a ser parte de una estructura permanente de la subjetividad y paradigma del registro «imaginario», donde el sujeto es captado y cautivado por la propia imagen permanentemente. En referencia a su exposición sobre el estadio del espejo realizada en el Congreso de Zúrich de 1949, Lacan comentaría que:

La teoría que propuse allí … se refiere a un fenómeno al que atribuyo un valor doble. En primer lugar, le doy un valor histórico, ya que marca un punto de inflexión decisivo en el desarrollo mental del niño. Y en segundo lugar, tipifica una relación libidinal esencial con la imagen corporal. Por estas dos razones, el fenómeno demuestra claramente la entrada del individuo en un estadio en el que puede observarse la formación más temprana del yo.

Versión final del esquema del estadio del espejo según Lacan. S barrada: el sujeto dividido. M: Espejo. A: el gran Otro. C: el propio cuerpo. a: el objeto del deseo. i (a): el yo (moi) ideal. S: sujeto del imaginario. I: ideal del yo.

A medida que este concepto se fue desarrollando, el énfasis se centró menos en su valor histórico y más en su valor estructural. En su seminario IV, La relación de objeto (1956-1957), Lacan afirma que «el estadio del espejo no se limita de ningún modo a connotar un fenómeno que se presenta en el desarrollo del niño. Ilustra el carácter conflictivo de la relación dual».
En el estadio del espejo, la constitución del yo se da mediante el proceso de identificación resultante de la identificación con la propia imagen especular. Esta identificación del yo con lo semejante trae como consecuencia lo que Lacan llama «alienación» del sujeto: se trata de un rasgo constitutivo esencial donde el sujeto está alienado de sí mismo; padece una «escisión» fundamental. Dicha alienación también es constitutiva del registro imaginario. El fenómeno se desarrolla en virtud de la prematuridad del ser humano al nacer: a los seis meses de edad, el bebé todavía carece de coordinación física, pero es capaz de reconocerse en un espejo antes de poder lograr el control de sus movimientos corporales, ya que su sistema visual está relativamente avanzado. El niño ve su imagen como un todo y la síntesis de esa imagen produce una impresión de contraste con la falta de coordinación del cuerpo, que es percibido como un «cuerpo fragmentado». Inicialmente, el niño experimenta ese contraste como una rivalidad con su propia imagen, dado que la totalidad de la imagen lo amenaza con la fragmentación. De esta forma, el estadio da lugar a una tensión agresiva entre el sujeto y la imagen. Para resolver esta tensión agresiva, el niño se identifica con la imagen, y esta identificación primaria con lo semejante constituye al yo. Lacan describe a esta instancia de identificación como un momento de júbilo, puesto que conduce al niño a una sensación imaginaria de dominio; sin embargo, cuando el infante compara su propio sentido de dominio precario con la omnipotencia de la madre, el júbilo puede estar también acompañado de una reacción depresiva.
Lacan define a la imagen especular como «ortopédica», ya que conduce al niño a anticipar la superación de su «prematuración específica del nacimiento». La visión del cuerpo integrado y armado en oposición a la experiencia real de incapacidad motora del niño y a la sensación de cuerpo fragmentado, induce un movimiento de «insuficiencia a la anticipación». En otras palabras, la imagen especular inicia y luego ayuda, como soporte, al proceso de formación del sentido integrado de uno mismo. Cabe señalar que el estadio del espejo implica un «desconocimiento» (méconnaissance) en la constitución del yo: el «yo» (moi) se aliena de sí mismo a través de la introducción del sujeto en el orden imaginario. Además tiene una dimensión simbólica significativa que recae en la figura del adulto que lleva o sostiene al bebé. Por otro lado, cuando el niño asume con júbilo la imagen como propia, vuelve la cabeza hacia el adulto —quien representa al gran Otro— como para pedirle que ratifique esta imagen.

### Otro/otro
Mientras que Freud utilizaba el término «otro» para referirse a der Andere (la otra persona) y das Andere (la otredad), Lacan —influenciado por las enseñanzas de Alexandre Kojève— teoriza la alteridad de una manera que se asemeja más a la filosofía de G.W.F. Hegel. En su seminario III, Las psicosis (1955-1956), Lacan señala que:

Siempre hay compromiso del sujeto y lucha virtual en la cual el organismo está siempre latente, en todo lo que es del orden del testimonio. … Por una sencilla razón: como el punto de partida de esta dialéctica es mi alienación en el otro, hay un momento en que puedo estar en posición de ser a mi vez anulado porque el otro no está de acuerdo. La dialéctica del inconsciente implica siempre como una de sus posibilidades la lucha, la imposibilidad de coexistencia con el otro. Aquí reaparece la dialéctica del amo y el esclavo. La Fenomenología del Espíritu no agota probablemente todo lo que está en juego en ella, pero, ciertamente no podemos desconocer su valor psicológico y psicogénico. La constitución del mundo humano en cuanto tal se produce en una rivalidad esencial, en una lucha a muerte primera y esencial. Con la salvedad de que asistimos al final a la reaparición de las apuestas.

Élisabeth Roudinesco observa que Lacan toma de Hegel «… la idea de una dialéctica de la negatividad, según la cual todo reconocimiento del otro pasa por una lucha a muerte. Desde este punto e vista, el otro no tiene ninguna existencia, puesto que el deseo del hombre se define ante todo como el deseo de cada individuo de hacer reconocer su deseo de manera absoluta, aunque tenga que anular al otro (el prójimo) en el curso de un proceso de aniquilación». Con su lectura de Las estructuras elementales del parentesco (1949) de Claude Lévi-Strauss, Lacan teoriza la noción de lo simbólico y modifica su concepción de la alteridad, que desemboca en la creación del término «gran Otro». De esta forma, se separa de todas las concepciones postfreudianas de la relación de objeto vigentes hasta entonces. Entre los años 1950 y 1965, Lacan revisará la teoría freudiana en virtud de la lingüística de Ferdinand de Saussure y establecerá un vínculo entre el deseo, el sujeto, el significante y la cuestión del Otro.

Lacan a menudo usaba una simbología algebraica para representar sus conceptos: el gran Otro (Autre) se designa con A mayúscula, y el pequeño otro (autre) con a minúscula. Para Lacan es fundamental tener en cuenta esta distinción en la práctica analítica: «el analista debe estar "totalmente imbuido" de la diferencia entre A y a, para poder situarse en el lugar del Otro, y no en el del otro». En tal sentido, Evans explica que:

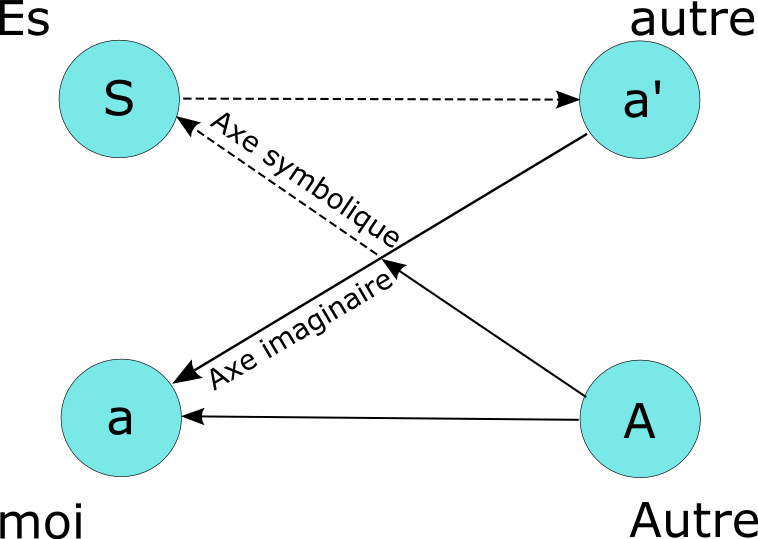
Esquema L.

1. «El pequeño otro es el otro que no es realmente otro, sino un reflejo y una proyección del yo». Agrega que por esta razón el símbolo a puede representar tanto al pequeño otro como al yo (moi) en el «Esquema L»,[179] es a la vez el «semejante» y la «imagen especular». Por lo tanto, el pequeño otro está totalmente inscrito en el registro imaginario.
2. «El gran Otro designa la alteridad radical, la otredad que trasciende la otredad ilusoria de lo imaginario, porque que no puede asimilarse a través de la identificación». El gran Otro (A) está inscrito en el orden simbólico, ya que Lacan equipara esa alteridad radical al lenguaje y la ley. Evans también observa que «el gran Otro es lo simbólico en la medida en que está particularizado para cada sujeto. El Otro es entonces otro sujeto, en su alteridad radical y singularidad inasimilable, y también el orden simbólico que media la relación con ese otro sujeto».

Para Lacan, «el Otro debe ser considerado primero como un lugar, el lugar donde se constituye la palabra»: el Otro como otro sujeto es secundario al Otro como orden simbólico. Podemos hablar del Otro como un sujeto en un sentido secundario cuando un sujeto ocupe esta posición y, por lo tanto, «encarne» al Otro para otro sujeto. Al sostener que la palabra no se origina ni en el yo ni en el sujeto, sino más bien en el Otro, Lacan resalta que el habla y el lenguaje están más allá del control consciente del sujeto. Vienen de otro lugar, fuera de la conciencia, de modo que «el inconsciente es el discurso del Otro». Evans señala que cuando Lacan concibe al Otro como un lugar, se refiere al concepto de «localidad psíquica» de Freud, donde el inconsciente se describe como «la otra escena».
Puesto que «es la madre quien primero ocupa la posición del gran Otro para el niño», y «es ella quien recibe el llanto y los gritos primitivos de la criatura, y retroactivamente los sanciona como un mensaje particular», el complejo de castración se forma cuando el niño descubre que ese Otro no es completo, ya que hay una «falta» (manque) en el Otro. Esto significa que siempre falta un significante en el tesoro de significantes constituido por el Otro. Lacan ilustra gráficamente a este Otro incompleto al tachar con una barra el símbolo A; por lo que un nombre adicional para el Otro castrado o incompleto es el «Otro barrado».
En su seminario XX, Aún (1972-1973), Lacan también define al Otro como «el Otro sexo»:

Al Otro, por una parte, hay que machacarlo de nuevo, reacuñado, para que cobre su sentido pleno, su resonancia completa. Por otra parte, convendría presentarlo como el término que se sustenta en que soy yo quien habla, que no puedo hablar sino de donde estoy, identificado a un puro significante. El hombre, una mujer, dije la última vez, no son más que significantes. De allí, del decir en tanto encarnación distinta del sexo, toman su función. El Otro, en mi lenguaje, no puede ser entonces sino el Otro sexo.

A este respecto, Roudinesco observa que se trata de un momento donde Lacan vincula su teoría con la sexualidad femenina «como "suplemento" imposible de simbolizar, y la cuestión de la relación extática con el Otro». Así, el hombre y la mujer, en su función significante, «sólo son distintos sexualmente con referencia a un significante de la diferencia: entre la función fálica y el goce femenino». De esta forma, «el Otro sexo» es «el lugar a partir del cual se enuncia para cada sujeto una diferencia».

### Falo
El término «falo» es empleado muy pocas veces en la obra freudiana y es utilizado a menudo como sinónimo de «pene». Freud más bien usó con mayor frecuencia el adjetivo «fálico» o «fálica», como el caso de la expresión «fase fálica» —sin hacer una distinción rigurosa entre «falo» y «pene»—. El término también está presente en su teoría de la libido —esencialmente masculina—, y en la doctrina de la sexualidad femenina y de diferencia de los sexos. Lacan, en cambio, suele emplear el término «falo», y no «pene», para remarcar que la teoría psicoanalítica no está interesada en el órgano genital masculino en su realidad biológica, sino en el papel que el órgano desempeña en el «fantasma». De ahí que el término «falo» se reserve para las funciones imaginaria y simbólica, y «pene» para el órgano biológico.

El falo aquí se esclarece por su función. El falo en la doctrina freudiana no es una fantasía, si hay que entender por ello un efecto imaginario. No es tampoco como tal un objeto (parcial, interno, bueno, malo, etc...) en la medida en que ese término tiende a apreciar la realidad interesada en una relación. Menos aún es el órgano, pene o clítoris, que simboliza. Y no sin razón tomó Freud su referencia del simulacro que era para los antiguos. Pues el falo es un significante, un significante cuya función, en la economía intrasubjetiva del análisis, levanta tal vez el velo de la que tenía en los misterios. Pues es el significante  destinado a designar en su conjunto los efectos del significado, en cuanto el significante los condiciona por su presencia de significante. … El falo es el significante privilegiado de esa marca en que la parte del logos se une al advenimiento del deseo.

En la teoría de Lacan el término «falo» adquiere un lugar de importancia a partir de mediados de la década de 1950. Según Roudinesco, se torna en «el significante mismo del deseo», por lo que en su seminario III, Las psicosis (1955-1956), será evocado en primera instancia como el «falo imaginario», luego como el «falo de la madre», y finalmente con la idea del «falo simbólico». El falo también tiene un rol fundamental en el complejo de Edipo y en la teoría de la «diferencia sexual». En cuanto al complejo de Edipo o de castración, Lacan plantea que «consiste en una dialéctica "hamletiana" del ser: ser o no ser el falo, tenerlo o no tenerlo».
Las pensadoras feministas han utilizado y criticado los conceptos de castración y falo de Lacan. Autoras como Elizabeth Grosz han comentado que el privilegio que Lacan le otorga al falo es una repetición de los gestos patriarcales de Freud. Por otro lado, autoras como Juliet Mitchell y Jacqueline Rose han defendido a Lacan argumentando que la distinción entre falo y pene aporta una forma de explicar la diferencia sexual, irreductible a la biología. El filósofo francés Jacques Derrida también ha sido un crítico destacado de la noción lacaniana del falo, y su crítica ha influido en otros autores. Derrida opina que a pesar del antitrascendentalismo lacaniano, el falo emerge como un elemento trascendental y como garantía ideal del sentido. Sostiene que el falo reintroduce la metafísica de la presencia, a la que denomina «logocentrismo», y que Lacan, en su articulación del logocentrismo con el «falogocentrismo», creó un sistema de pensamiento falogocéntrico.

### Inconsciente

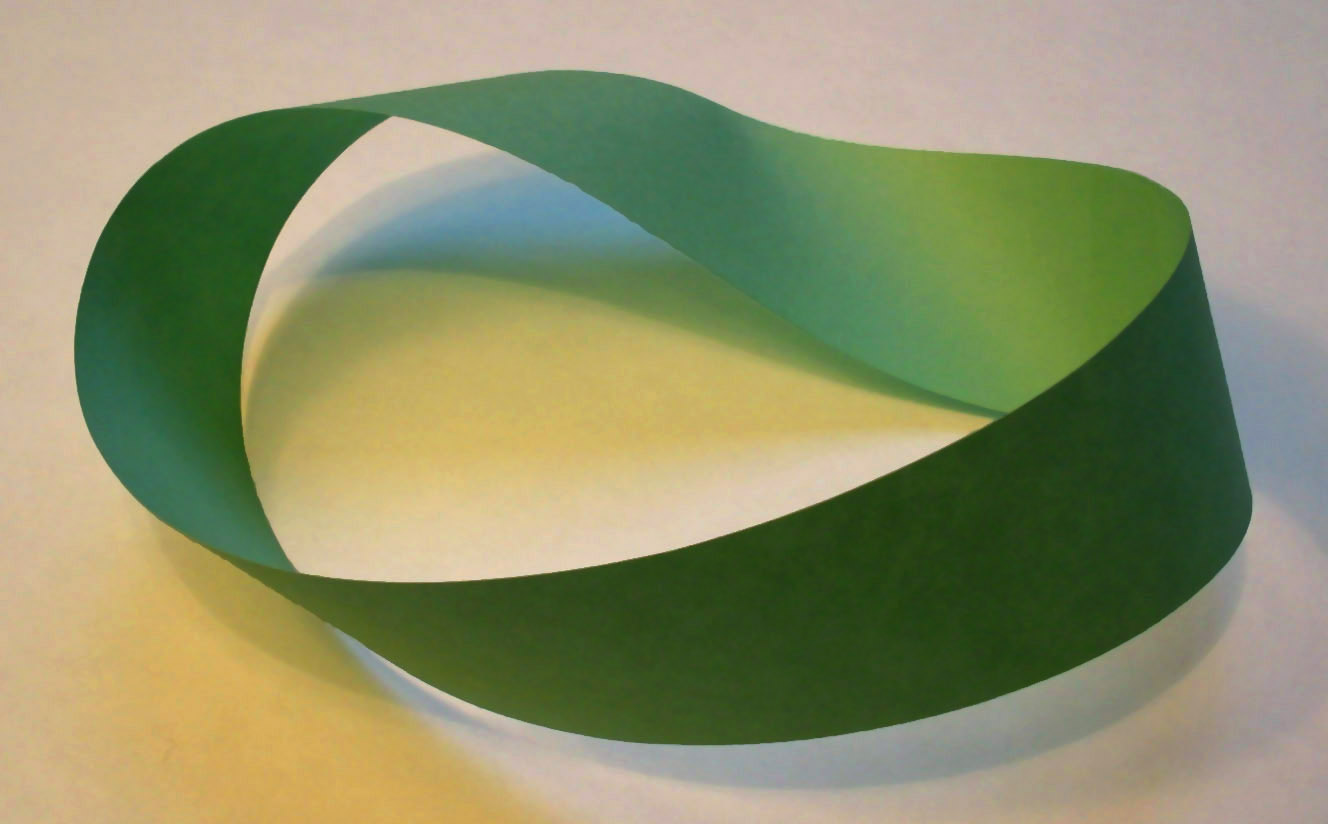
Lacan utiliza la figura topológica de la banda de Möbius para representar su noción del sistema consciente-inconsciente: así como en la banda la cara interna se vuelve externa y nuevamente interna, en cierto momento lo inconsciente puede volverse consciente y viceversa.

Cuando Lacan inicia su «retorno a Freud» en la década de 1950, comienza a emplear el término «inconsciente» como sustantivo y a hacer énfasis en que no se trata solo de algo opuesto a la conciencia: «… Un gran número de efectos psíquicos que el término “inconsciente”, en virtud de excluir el carácter de la conciencia, designa legítimamente, no por ello dejan de encontrarse sin ninguna relación por su naturaleza con el inconsciente en el sentido freudiano». Subraya además que el inconsciente no puede ser equiparado apenas a «lo que es reprimido».
Lacan cuestionó y atacó la idea que reducía el inconsciente a una «sede de los instintos», y sostuvo que «el inconsciente no es lo primordial, ni lo instintual, y lo único elemental que conoce son los elementos del significante». Para Lacan, el inconsciente es primordialmente lingüístico, idea que resume en su locución: «el inconsciente está estructurado como un lenguaje». Su análisis del inconsciente en tanto estructura sincrónica se complementa con su noción del inconsciente que «se abre para volver a cerrarse en una pulsación temporal». Lacan también recurrirá a Freud para fundamentar su noción de inconsciente estructurado como un lenguaje: «Los procesos del pensamiento, nos dice Freud, sólo nos son conocidos por palabras, lo conocido del inconsciente nos llega en función de palabras».
Otra característica del inconsciente en Lacan es que se define por ser «el discurso del Otro». En este sentido, «el inconsciente es los efectos que ejerce la palabra sobre el sujeto, es la dimensión donde el sujeto se determina en el desarrollo de los efectos de la palabra». Según Dylan Evans, esto quiere decir que «el inconsciente es el efecto del significante sobre el sujeto en cuanto el significante es lo reprimido y lo que retorna en las formaciones del inconsciente (síntomas, chistes, parapraxías, sueños, etcétera)».
El inconsciente, además, se ubica en el orden de lo simbólico por estar referido a la palabra, el lenguaje y los significantes: «el inconsciente está estructurado en función de lo simbólico». Sin embargo, no se trata de una entidad interior sino que «es aquella parte del discurso concreto en cuanto transindividual que falta a la disposición del sujeto para restablecer la continuidad de su discurso consciente». El inconsciente es entonces, según Lacan, externo al sujeto: «Esta exterioridad de lo simbólico con relación al hombre es la noción misma del inconsciente». Lacan dice que «el inconsciente no deja ninguna de nuestras acciones fuera de su campo», por eso sus leyes (repetición y deseo) son omniabarcativas. Por lo tanto, al no poder ser reducido, la meta del análisis no puede basarse en hacer consciente lo inconsciente.

### Tres registros

El nudo borromeo ilustra el nexo entre lo real, lo simbólico y lo imaginario en el sentido propuesto por Lacan.

Los términos «real», «simbólico» e «imaginario» son empleados por Lacan desde el comienzo de su obra; no obstante, a partir de 1953 empieza hablar de tres «órdenes» o «registros» que conformarán el sistema de clasificación principal sobre el cual se desarrollará toda su teoría. Son tres conceptos muy heterogéneos y cada uno de ellos remite a aspectos distintos de la experiencia psicoanalítica; resulta difícil trazar qué es lo que tienen en común. Aun así, la denominación de «órdenes» o «registros» supone que comparten alguna propiedad: al definirse uno de ellos debe hacerse en referencia a los otros dos. Esta interdependencia estructural será ilustrada por medio de la topología del «nudo borromeo», donde el corte de cualquiera de los tres anillos hace que los otros dos también se separen. Lacan profundizará este tema en su seminario XXII, R.S.I. (1974-1975).
Por otra parte, los tres registros no son fuerzas mentales como las tres instancias planteadas por Freud en su modelo, aunque, como señala Dylan Evans, «están primordialmente ligados al funcionamiento mental, y juntos cubren todo el campo del psicoanálisis». Esta trilogía también es designada con el nombre de tópica, y fue representada en dos organizaciones sucesivas: de 1953-1970, donde el registro simbólico prevalece sobre los otros dos (S.I.R.), y de 1970-1978, donde aparece el registro de lo real como primordial (R.S.I).

#### Lo imaginario
El término «imaginario» es empleado por Lacan como sustantivo desde 1936, y desde el comienzo, estuvo asociado principalmente a la relación dual establecida entre el yo y la imagen especular. Incorporado desde 1953 a la tópica lacaniana de los tres registros, el orden imaginario se basa en la formación del yo que tiene lugar en el estadio del espejo. Se define como la sede del yo, y lo caracterizan los fenómenos de ilusión, captación y señuelo. Puesto que el yo se forma mediante la identificación con el semejante o la imagen especular, la identificación es un rasgo importante de este registro, ya que se establece una relación dual prototípica y de intercambialidad entre el yo y el semejante. Dicha relación —que constituye al yo mediante la identificación con el pequeño otro— indica que el yo y el orden imaginario son sedes de una alienación radical: «la alienación es constituyente en el orden imaginario». La relación dual entre el yo y el semejante se caracteriza por ser narcisista, de modo que el narcisismo conforma otro aspecto del orden imaginario, siempre acompañado por una cierta agresividad.
El orden imaginario se relaciona con la imagen, con su poder cautivante, y con sus consecuencias para la identificación narcisista y la constitución del yo. Este orden implica un desconocimiento, pero no en el sentido de desconocer, sino de conocer y reconocer. La función de desconocimiento define la inserción del yo en la estructura (en un sentido constitutivo y relacional), y especialmente el carácter «formador» de las identificaciones. En su seminario I, Los escritos técnicos de Freud (1953-1954), Lacan sostiene que la función imaginaria se refiere «primero, a la relación del sujeto con sus identificaciones formadoras, éste es el pleno sentido del término imagen en análisis; segundo, a la relación del sujeto con lo real, cuya característica es la de ser ilusoria: es éste el aspecto de la función imaginaria destacado con más frecuencia».
Philippe Julien observa que lo imaginario se refiere a lo corporal, en tanto imagen del cuerpo humano, y no como objeto de estudio biológico. Se trata de un sentido que hace referencia a la imago del latín, que designaba a las estatuas de las divinidades, y que con la cactetización libidinal planteada por Freud, entrará en juego el narcisismo. Este autor también señala:

El cuerpo del ser hablante no subsiste para él sino formando imágenes, es decir, todo entero imaginario. ¿Cómo puede este imaginario tomar la consistencia de uno? No como «bolsa», a pesar de la metáfora de Freud, sino a la inversa, por un agujero en la imagen corporal. El imaginario tiene consistencia en la medida en que opera la castración, y en donde hay menos falo imaginario (-φ). Varón o niña, poco importa. Para cada uno el falo está elidido en la imagen. A partir de ese imposible visual, los diversos objetos de la pulsión —llamados pregenitales, pero que no lo son— devienen el soporte habitual de los comportamientos humanos.

Lo imaginario está estructurado por el orden simbólico: en su estudio sobre el estadio del espejo de 1949, Lacan define al proceso donde el niño asume su propia imagen como «la matriz simbólica en la que el yo [je] se precipita en una forma primordial, antes de objetivarse en la dialéctica de la identificación con el otro y antes de que el lenguaje le restituya en lo universal su función de sujeto». Dylan Evans indica que en Los cuatro conceptos fundamentales del psicoanálisis (1964), Lacan quiere decir que el orden simbólico estructura el campo visual de lo imaginario mediante leyes simbólicas, y que el orden imaginario implica una dimensión lingüística. Si el significante es la base de lo simbólico, el significado y la significación son parte del orden imaginario. El lenguaje tiene connotaciones simbólicas e imaginarias: en su aspecto imaginario, el lenguaje es el «muro del lenguaje» que invierte y distorsiona el discurso del Otro. Por otro lado, lo imaginario está enraizado en la relación del sujeto con su propio cuerpo (la imagen del propio cuerpo). En Fetichismo: lo simbólico, lo imaginario y lo real (1956), Lacan sostiene que es sobre todo en el plano sexual donde lo imaginario se manifiesta, tal como en la exhibición sexual y en los rituales de cortejo.
Una de las controversias que Lacan tuvo con las escuelas psicoanalíticas de su época fue la de haberlas acusado de reducir el análisis al registro imaginario: la identificación con el analista era la meta del análisis, de modo que la cura quedaba reducida a una relación dual; algo que para Lacan sólo generaba una creciente alienación del sujeto. Lacan propone, en cambio, el uso de lo simbólico para desalojar las fijaciones incapacitantes de lo imaginario, y afirma que en eso radica la esencia del psicoanálisis. El analista se apoya en lo imaginario para transformar las imágenes en palabras: «Lo imaginario sólo es descifrable si es traducido en símbolos». De esta forma, es por medio del uso de lo simbólico que el proceso analítico puede «ir más allá del plano de la identificación».

#### Lo simbólico
Lacan comienza a emplear el término «simbólico» como adjetivo en el año 1936, asociándolo entonces a la lógica simbólica y a las ecuaciones empleadas en la física matemática. Hacia 1948 menciona que los síntomas tienen un «sentido simbólico». Al año siguiente, el término toma un sentido asociado a la antropología: aparece en expresiones como «eficacia simbólica» o en sus referencias a Marcel Mauss por formular que «las estructuras de la sociedad son simbólicas». Lacan pasará a usar la palabra «simbólico» como sustantivo en 1953, al emplearla para definir a uno de los tres registros de su tópica. Este designa un sistema de representación basado en el lenguaje: en los signos y significaciones que determinan al sujeto sin que él lo sepa, y a cuyo sistema puede remitirse consciente o inconscientemente mediante la facultad de simbolización. Tiene un rol fundamental para el psicoanálisis, y por ello Lacan llegará a decir que los psicoanalistas son «practicantes de la función simbólica». Su uso de ese concepto se basa en la aplicación que Claude Lévi-Strauss le dio en la antropología; de Lévi-Strauss también adoptó la noción de un mundo social estructurado en función de ciertas leyes, reguladoras de las relaciones de parentesco y el intercambio de dones. Este último concepto, junto con el de circuito de intercambio, serán fundamentales en su concepción de lo simbólico.

El don implica todo el ciclo del intercambio en el que se introduce el sujeto tan primitivamente como puedan ustedes suponer. Si hay don, es sólo porque hay una inmensa circulación de dones que recubre todo el conjunto intersubjetivo. El don surge de un más allá de la relación objetal, pues supone todo el orden del intercambio en el que ya ha entrado el niño, y únicamente puede surgir de este más allá con el carácter que lo constituye como propiamente simbólico.

Dado que «la palabra es ante todo ese objeto de intercambio por el cual nos reconocemos», en tanto forma básica de intercambio, ya sea de palabras o dones de palabra —«el don tipo es precisamente el don de la palabra»—, y que los conceptos de «Ley» y «Estructura» son impensables sin el lenguaje, lo simbólico es esencialmente una dimensión lingüística; todo lo relativo a la experiencia analítica que tenga estructura lingüística corresponde al orden simbólico. Sin embargo, este orden no es equivalente al lenguaje, ya que el lenguaje también involucra lo imaginario y lo real. La dimensión propia del lenguaje en lo simbólico es la del significante, es decir, una dimensión en la que los elementos no tienen existencia positiva, pero están constituidos en virtud de sus diferencias mutuas. Por otra parte, lo simbólico está anudado a una serie compuesta por otros tres conceptos: el significante, la forclusión, y el nombre del padre.
El registro simbólico es también el campo de la alteridad radical, o sea, el Otro: el inconsciente es el discurso de este Otro. Es el ámbito de la Ley que regula el deseo en el complejo de Edipo, y del dominio de la cultura en oposición al orden imaginario de la naturaleza. A diferencia del orden imaginario, donde las relaciones se caracterizan por ser duales, lo simbólico se caracteriza por las estructuras triádicas, ya que la relación intersubjetiva está mediada por un tercero; es decir, el gran Otro. Los conceptos de muerte, ausencia, y falta (manque) también forman parte de lo simbólico, así como el principio del placer que regula la distancia de la «Cosa» (das Ding an sich), y la pulsión de muerte que va «más allá del principio del placer» mediante la repetición. En efecto, «el instinto de muerte no es sino la máscara del orden simbólico». Se distingue además por ser una supraestructura que no está determinada por la biología o la genética, y es completamente contingente a lo real. En su seminario II, El yo en la teoría de Freud y en la técnica psicoanalítica (1954-1955), Lacan observa: «No hay ninguna razón biológica, y en particular genética, que explique la exogamia, … el orden humano nos pone frente a la emergencia total, que engloba a la totalidad de este orden humano, de una función nueva». Lo simbólico no surge de antemano a partir de lo real, ya que, según Lacan: «no debería creerse que los símbolos han salido efectivamente de lo real».
Lacan hablará de lo simbólico como un universo en función de su efecto totalizador y omniabarcativo: «La totalidad en el orden simbólico se llama un universo. El orden simbólico se da primeramente en su carácter universal. No es que se vaya constituyendo poco a poco. Cuando el símbolo aparece, hay un universo de símbolos». Dylan Evans explica que no se trata de una transición gradual y continua de lo imaginario a lo simbólico, ya que son registros completamente heterogéneos. Cuando hay una emergencia de lo simbólico, se crea el sentido de lo que siempre ha estado ahí, pero, como dice Lacan, «es absolutamente imposible especular sobre aquello que la precedió si no lo hacemos mediante símbolos que siempre han podido aplicarse». De ahí que, según Evans, «es imposible concebir el origen del lenguaje, y mucho menos lo anterior, razón por la cual lo concerniente al desarrollo está fuera del campo del psicoanálisis».
Según Lacan, es solo por medio del orden simbólico que el analista puede producir cambios en la posición subjetiva del analizante, los cuales a su vez generarán efectos imaginarios. Esto se debe a que lo imaginario está estructurado por lo simbólico: lo simbólico es el determinante de la subjetividad, y lo imaginario, como lugar de las imágenes y las apariencias, es un efecto de lo simbólico. Por eso desde esta concepción, el psicoanálisis debe aspirar a penetrar más allá de lo imaginario y trabajar en el orden simbólico. Por otra parte, el concepto de lo simbólico elaborado por Lacan tiene un sentido distinto del término «simbolismo» usado por Freud. Para Freud, el símbolo tenía que ver con una relación biunívoca relativamente fija entre el sentido y la forma, de modo que se corresponde más con el concepto de «índice» de Lacan, para quien lo simbólico se caracteriza por una ausencia de cualquier relación fija entre significante y significado.

#### Lo real
El término «real» aparece al mismo tiempo que los términos «imaginario» y «simbólico» en la obra temprana de Lacan. Empleado desde un comienzo como sustantivo, era un concepto popular entre algunos filósofos de ese entonces, particularmente Émile Meyerson, quien se refirió a este como «un absoluto ontológico, una verdadera cosa-en-sí». El uso que le da Lacan en Más allá del principio de realidad (1936) se asocia a la concepción de Meyerson, quien también hablaba de la existencia de «una similitud entre los objetos creados por la ciencia y aquellos cuya existencia es establecida por la percepción». Lacan retoma el empleo del término «real» a comienzos de la década de 1950, y lo conecta con la filosofía de G.W.F. Hegel, al hablar de que «todo lo que es real es racional (e inversamente)». Pero es a partir de 1953 que el concepto toma su forma conocida. Élisabeth Roudinesco indica que Lacan, además de tomar como partida la ciencia de lo real en su formulación, también se basó en la noción de freudiana de «realidad psíquica» y el concepto de «heterología» creado por su amigo Georges Bataille, a mediados de la década de 1930. Bataille definía mediante ese término a una ciencia de lo irrecuperable, que tenía como objeto «lo improductivo», en tanto desechos, excrementos o restos, y que se conectaba con la expulsión normativa derivada de la locura o el delirio. En el marco de su tópica de los tres registros, lo real «designa la realidad propia de la psicosis (delirio, alucinación), en tanto compuesta por los significantes forcluidos (rechazados) de lo simbólico».
A diferencia del registro simbólico, que está constituido en términos de oposiciones (presencia/ausencia), «no hay ausencia en lo real». Si bien la oposición simbólica entre presencia y ausencia implica la posibilidad de que algo falte en lo simbólico, dice Lacan que lo real «está siempre y en todo caso en su lugar, lo lleva pegado a la suela, sin conocer nada que pueda exiliarlo de él». Si lo simbólico es un conjunto de elementos diferenciados (significantes), lo real es de por sí indiferenciado: «Lo real carece absolutamente de fisura». Lo simbólico entonces introduce «un corte en lo real», en el proceso de significación: «Es el mundo de las palabras el que crea el mundo de las cosas, primeramente confundidas en el hic et nunc del todo en devenir». En la década de 1950, Lacan define a lo real como lo que está fuera del lenguaje y no puede ser simbolizado: «lo real o lo que es percibido como tal es lo que se resiste absolutamente a la simbolización»; «es el dominio de lo que subsiste fuera de la simbolización». A lo largo de su obra, lo real también se vinculará al concepto de imposibilidad, designando a «lo real como lo imposible». Esto tiene que ver con que lo real es imposible de imaginar, imposible de integrar a lo simbólico e imposible de alcanzar de alguna forma. Es esa imposibilidad y resistencia a la simbolización lo que le da al real su cualidad traumática.
Lacan también empleará su noción de lo real para identificar algunos fenómenos clínicos; entre ellos, la angustia, que tiene como objeto lo real en la medida en que carece de cualquier mediación posible y es el «objeto esencial que ya no es un objeto sino algo ante lo cual todas las palabras se detienen y todas las categorías fracasan, el objeto de angustia por excelencia». Lo real es también el paradigma de la locura, en tanto que los significantes forcluidos de lo simbólico retornan en lo real sin estar integrados al inconsciente del sujeto. De esta forma, lo real se confunde con «otro lugar» del sujeto, al expresarse mediante «gestos, alucinaciones o deseos que el sujeto no controla».
En la década de 1970 aparece en la obra de Lacan un intento de resolver la indeterminación de lo real. Hará una distinción entre lo real y «la realidad»: el primer término se define como el dominio de lo incognoscible o inasimilable; el segundo como las representaciones subjetivas producidas por articulaciones simbólicas e imaginarias —la «realidad psíquica» de Freud—. Esta oposición no será sostenida por Lacan de forma sistemática, puesto que en algunos momentos volverá a intercambiar los términos «real» y «realidad».

### Deseo
El concepto lacaniano de deseo (désir) está emparentado con el término alemán Begierde, desarrollado por la tradición filosófica a partir de G.W.F. Hegel. Se distingue de la noción de deseo (Wunsch) elaborada por Freud en el marco de su teoría del inconsciente, que designa la tendencia y la realización de la tendencia, en tanto realización de un anhelo o voto inconsciente. Lacan teoriza el deseo como una expresión de una codicia o un apetito que tiende a satisfacerse en lo absoluto, fuera de toda realización de un anhelo o tendencia.
Para Lacan, el objetivo del psicoanálisis es llevar al analizante a reconocer su deseo y a descubrir la verdad sobre su deseo. Sin embargo, esto solo es posible si el deseo se articula en la palabra:

Tan sólo cuando se formula, cuando se nombra ante el otro, el deseo, sea cual fuere, es reconocido en el pleno sentido de la palabra. No se trata de la satisfacción del deseo, ni de no sé qué primary love sino, exactamente, del reconocimiento del deseo.

En su seminario II, El yo en la teoría de Freud y en la técnica psicoanalítica (1954-1955), Lacan señala que «… de lo que se trata es de enseñarle al sujeto a nombrar, a articular, a permitir la existencia de ese deseo que, literalmente, está más acá de la existencia, y por eso insiste». Cuando el analizante articula el deseo en la palabra, lo trae a la existencia, por eso «… la acción eficaz del análisis consiste en que el sujeto llegue a reconocer y a nombrar su deseo. Pero no se trata de reconocer algo que estaría allí, totalmente dado, listo para ser captado. Al nombrarlo, el sujeto crea, hace surgir, una nueva presencia en el mundo». Sin embargo, esa articulación del deseo en la palabra se ve limitada por una «incompatibilidad del deseo con la palabra», puesto que el inconsciente no puede ser reducido. La verdad sobre el deseo está presente en alguna medida en todo discurso, pero el discurso nunca es capaz de articular toda la verdad sobre el deseo; ya que siempre que intenta articular el deseo, quedan restos o excedentes que exceden a la palabra.
Lacan distingue al deseo de la «necesidad» y de la «demanda». La necesidad es un instinto biológico que surge de los requerimientos del organismo, por los cuales el sujeto depende del Otro para satisfacerlos: el sujeto nace en estado de desamparo, y para obtener la ayuda del Otro, la «necesidad» debe articularse como «demanda». Pero la presencia del Otro no solo asegura la satisfacción de la «necesidad», también simboliza el amor del Otro. La «demanda» entonces adquiere una doble función: por un lado, articula la «necesidad», y por otro, actúa como una «demanda de amor». Incluso después de que se satisface la «necesidad» articulada en la demanda, la «demanda de amor» permanece insatisfecha, puesto que el Otro no puede proporcionar el amor incondicional que el sujeto anhela. Por eso, dice Lacan que «… el deseo no es ni el apetito de la satisfacción, ni la demanda de amor, sino la diferencia que resulta de la sustracción del primero a la segunda». El deseo es entonces un excedente, un sobrante, producido por la articulación de la necesidad en la demanda: «El deseo se esboza en el margen donde la demanda se desgarra de la necesidad». A diferencia de la necesidad, que puede satisfacerse, el deseo nunca puede satisfacerse: es constante y continuo. La realización del deseo no consiste en su cumplimiento sino en su reproducción. Como señala Slavoj Žižek: «la raison d'être del deseo … no es alcanzar su objetivo, lograr satisfacción plena, sino reproducirse como deseo».
Lacan también distingue el deseo de las pulsiones: el deseo es uno y las pulsiones son muchas. Las pulsiones son las manifestaciones parciales de una sola fuerza llamada deseo, aunque puede haber deseos que no se manifiesten en las pulsiones. El objet petit a es el único objeto de deseo representado por una variedad de objetos parciales en diferentes pulsiones parciales; pero no es el objeto hacia el cual tiende el deseo, sino más bien la causa del deseo. De esta forma, el deseo no es una relación con un objeto, sino una relación con una falta (manque).
En su seminario XI, Los cuatro conceptos fundamentales del psicoanálisis (1964), Lacan sostiene que «el deseo del hombre es el deseo del Otro». Esto implica lo siguiente:
1. El deseo es el «deseo del deseo del Otro»; es decir, el deseo de ser el objeto del deseo de otro y el deseo de reconocimiento por otro. Aquí Lacan se apoya en la lectura que hace Alexandre Kojève de Hegel: para Kojève, el sujeto debe arriesgar su propia vida en una lucha de puro prestigio si quiere alcanzar el reconocimiento deseado. Este deseo de ser el objeto del deseo de otro se ejemplifica en el primer momento del complejo de Edipo, cuando el sujeto desea ser el falo para la madre.
2. Lacan sostiene que «es en cuanto Otro como desea el sujeto»;[263] o sea que desea desde el punto de vista de otro. Por ello, dice Lacan: «El objeto del deseo del hombre … es en esencia un objeto deseado por otro».[264] El objeto entonces es deseable en la medida en que es deseable para otro, y eso es lo que hace a los objetos equivalentes e intercambiables. Por otro lado, este aspecto universal del deseo es característico de la histeria, puesto que el histérico es alguien que convierte el deseo de otro en el suyo propio. Lo que importa en el análisis del histérico no es descubrir el objeto de su deseo, sino descubrir el lugar desde el cual desea: el sujeto con el que se identifica.[262]
3. Désir de l'Autre, traducido como «deseo del Otro»: el deseo es el deseo del Otro. El deseo elemental es el deseo incestuoso de la madre, el Otro primordial.[265]
4. El deseo es siempre «deseo de otra cosa»,[266] ya que es imposible desear lo que ya se tiene. El objeto de deseo se aplaza continuamente, y por ello el deseo es una metonimia.[267]
5. El deseo surge en el campo del Otro, o sea, en el inconsciente.[262]

Por último, pero no menos importante, para Lacan el deseo es un producto social que se constituye en una relación dialéctica con el deseo de otros sujetos. En esta relación, la primera persona que ocupa el lugar del Otro es la madre; por lo que en un principio el niño está a merced de su deseo. Solo cuando el Padre articula el deseo con la ley castrando a la madre, el sujeto se libera de su sujeción al deseo de la madre.

### Pulsión
Lacan mantiene la distinción freudiana entre pulsión (Trieb) e instinto (Instinkt). Las pulsiones difieren de las necesidades biológicas prelingüísticas designadas por el instinto, porque nunca pueden satisfacerse y no apuntan a un objeto, sino que lo rodean perpetuamente. Sostiene que el propósito de la pulsión (Triebziel) no es alcanzar una meta (goal), sino hacer el propio recorrido (aim); es decir, girar alrededor del objeto. La finalidad de la pulsión es regresar a su camino circular y la verdadera fuente de goce es el movimiento repetitivo de este circuito cerrado. Lacan define a las pulsiones como construcciones culturales y simbólicas: no es «un dato primigenio, a algo arcaico y primordial». Incorpora los cuatro elementos de las pulsiones delimitados por Freud (el empuje, el fin, el objeto y la fuente) a su teoría del «circuito» pulsional, y despoja el concepto de sus continuas referencias a la energética y la hidráulica. En su conceptualización la pulsión se origina en una zona erógena, gira alrededor del objeto, y vuelve al zona erógena. Tres voces gramaticales estructuran este circuito:
1. la voz activa (p. ej. ver)
2. la voz reflexiva (p. ej. verse a uno mismo)
3. la voz pasiva (p. ej. ser visto)

Las voces activas y reflexivas son autoeróticas: carecen de sujeto. Solo cuando la pulsión completa su circuito en el tercer tiempo (la voz pasiva) aparece «un sujeto nuevo»; esto implica que antes de esa instancia, no hay ningún sujeto. Si bien el tercer tiempo es el de la voz pasiva, se trata de una pulsión esencialmente activa: «hacerse ver» en lugar de «ser visto». El circuito de la pulsión es la única forma en que el sujeto puede transgredir el principio del placer.
Para Freud, la sexualidad se compone de pulsiones parciales (por ejemplo las pulsiones orales o anales), y cada una es especificada por una zona erógena diferente. Al principio, estas pulsiones parciales funcionan de forma independiente (la «perversión polimorfa» de los niños), y solo en la pubertad se organizan bajo la primacía de los órganos genitales. Lacan, en cambio, hace hincapié en la naturaleza parcial de las pulsiones, pero rechaza, por otro lado, la noción de que las pulsiones parciales puedan alcanzar alguna fusión u organización completa: la primacía de la zona genital, si es que se logra, siempre es precaria. También argumenta que las pulsiones son parciales en tanto que solo representan la sexualidad de forma parcial, no en el sentido de que sean parte de un todo (una «pulsión genital»). Las pulsiones no representan la función reproductiva de la sexualidad, sino apenas la dimensión del goce.
Lacan identifica cuatro pulsiones parciales: la oral (zona erógena: labios; objeto parcial: seno; verbo: «chupar»), la anal (zona erógena: ano, las heces, «cagar»), la escópica (zona erógena: ojos; objeto parcial: la mirada; verbo: «ver») y la invocante (zona erógena: los oídos; objeto parcial: voz; verbo: «oír»). Las dos primeras pulsiones se relacionan con la demanda y las dos últimas con el deseo. La fórmula de la pulsión es elaborada por Lacan en 1957 —en el contexto del grafo del deseo— con el matema: $ ◊ D. En esta aparece el sujeto barrado en relación con la demanda inconsciente.
A lo largo de las diversas reformulaciones que hace Freud de su teoría de la pulsión, siempre mantuvo una noción de dualismo: desde la oposición inicial entre las pulsiones sexuales y las pulsiones del yo (autoconservación), hasta su concepción final donde opone las pulsiones de vida (Lebenstriebe) a las pulsiones de muerte (Todestriebe). Lacan conserva el dualismo freudiano, pero en términos de una oposición entre lo simbólico y lo imaginario, y no entre diferentes tipos de pulsiones. Para Lacan, todas las pulsiones son sexuales y cada pulsión es una pulsión de muerte (pulsion de mort), puesto que cada una de ellas es excesiva, repetitiva y destructiva. Mediante las pulsiones, la sexualidad participa de la vida psíquica al constituirse a la «hiancia» del inconsciente.
Las pulsiones están estrechamente ligadas al deseo, ya que ambos se originan en el campo del sujeto. Pero no deben confundirse: las pulsiones son los aspectos parciales en los que se realiza el deseo. El deseo es uno e indiviso, mientras que las pulsiones son sus manifestaciones parciales.

### Otros conceptos
- Nombre del padre
- Forclusión
- Falta (manque)
- Objet petit a
- Matema
- Sinthome
- Los cuatro discursos

## Fundamentos éticos
Lacan trabaja extensamente la cuestión de la ética en el psicoanálisis en su seminario VII, La ética del psicoanálisis (1959-1960). Postula que el pensamiento ético «está en el centro de nuestro trabajo», y que el fundamento de su ética analítica radica en vincular la acción con el deseo. Lacan lo resume en la pregunta: «¿Ha usted actuado en conformidad con el deseo que lo habita?». Contrasta en varios aspectos su ética con la «ética tradicional» de filósofos morales como Aristóteles e Immanuel Kant y destaca tres aspectos principales:
1. Una oposición a la ética tradicional que gira en torno al concepto del Bien —donde los bienes compiten entre sí para ocupar la posición de Bien Supremo—, ya que representa un obstáculo en la senda del deseo: «… un repudio radical de cierto ideal del bien es necesario para llegar tan sólo a captar en qué vía se desarrolla nuestra experiencia».[278] Esto implica un rechazo de todo tipo de ideales, por ejemplo el de «la felicidad» o «la salud».
2. Puesto que la ética tradicional ha tendido a vincular el bien con el placer y que el pensamiento moral se ha desarrollado «en las vías de una problemática esencialmente hedonista»,[279] ese enfoque como tal no puede ser adoptado. Esto se debe a que la experiencia psicoanalítica revela la duplicidad del placer: el placer tiene un límite, y cuando se sobrepasa, se convierte en dolor (goce).
3. A diferencia de la ética tradicional que gira en torno a «el servicio de los bienes»,[280] procurando anteponer el trabajo y una existencia segura ante el deseo, la ética propuesta por Lacan busca que el sujeto enfrente el vínculo entre sus acciones y su deseo en el presente.[281] En este sentido, dice Lacan: «La única cosa de la que se puede ser culpable es de haber cedido en su deseo».[282]

Paradójicamente, esta ética, dirigida tanto al psicoanalista como al analizante, no es una invitación al desenfreno de los sentidos sino al deber; un deber dictado por un imperativo categórico en el que el postulado de la razón práctica kantiana, universalmente denunciada por la subversión sadiana, resulta ser una estructura fatal, incluso trágica, del deseo: … la buena intención … promovida [por] Abelardo … no nos pone ciertamente al abrigo de la neurosis y sus consecuencias». La propuesta entonces es asumir el deseo, el ser, incluso en sus determinaciones inconscientes —por ejemplo la homosexualidad, el judaísmo rechazado o cualquier otra singularidad ligada a la historia del sujeto que lo hace convertirse en lo que es—, y no despojarse, como un Tartufo, de la culpa que este deseo y sus negaciones generan detrás de una máscara de moralidad.
Posteriormente, Lacan formuló otras interrogantes éticas. En su seminario XI, Los cuatro conceptos fundamentales del psicoanálisis (1964), sostiene que el estatuto del inconsciente no es ontológico sino ético. Más tarde, durante la década de 1970, corre el interrogante ético sobre el actuar conforme el deseo hacia el interrogante de la palabra; de manera que se convierte en una ética del «bien decir». Pero esto no representa una oposición con su enfoque anterior, ya que para Lacan el decir bien es en sí mismo un acto.

## Escritos y estilo de escritura
El estilo de la prosa de Lacan está marcado por el contexto filosófico y literario en el cual se desarrolló su obra. En este sentido, la influencia de Georges Bataille, James Joyce y Martin Heidegger parecen ser las más notorias. A menudo enunciaba su enseñanza en un lenguaje barroco y refinado, algo que el propio Lacan confirmaría en su seminario XX, Aún (1972-1973): «Como advirtió alguien hace poco, me coloco —¿quién me coloca? ¿él o yo? sutileza de lalengua— me coloco más bien del lado del barroco». Según Louis Althusser, el estilo barroco de Lacan estaba vinculado a su pedagogía:

… teniendo que enseñar la teoría del inconsciente a médicos, analistas o analizantes, Lacan les da, en la retórica de su discurso, el equivalente mimado del lenguaje del inconsciente, el cual, como todos saben, es en última esencia «Witz», juego de palabras, metáfora, ya sea fallida o exitosa, el equivalente de lo que ellos experimentan en sus prácticas ya sea como analistas o como pacientes.

En contrapartida, algunos observan que «la impenetrabilidad de la prosa de Lacan … es considerada muy a menudo profunda porque no puede ser entendida». Esta podría ser una de las razones por las cuales el lacanismo ha sufrido desdén en parte de la comunidad científica y mayor acogida en entre los filósofos, literatos y críticos literarios; los más conocidos fueron Roland Barthes, Julia Kristeva y el grupo de la revista Tel Quel. No obstante, también puede sostenerse que «la imitación de su estilo por parte de otros comentadores "lacanianos"» ha resultado en «una tradición antisistemática oscurantista en la literatura lacaniana». Aun así, Lacan no tenía objeciones con que se le describiera como «el Góngora del psicoanálisis», pero también afirmaba, en términos más pragmáticos, que su estilo pretendía ser una barrera ante las «interpretaciones aberrantes» y que sus textos estaban organizados de esa forma para evitar la lectura superficial. Le daba al lenguaje un uso fuera del convencional y, entre otras cosas, usaba juegos de palabras, homofonías, equívocos, o inventaba, deformaba o fusionaba palabras conocidas. También usaba signos, cuadros, diagramas, jergas científicas y, en su última fase, la lógica fregeana, modelos matemáticos, estructuras algebraicas, topologías de nudos o matemas. Este último uso del lenguaje formal de las ciencias escandalizaría a los científicos.
Durante veinte años, Lacan se negó a permitir la publicación de sus seminarios. Hacia 1973 aceptó que Jacques-Alain Miller estableciera el texto sobre la base de transcripciones estenográficas y grabaciones, lo que resultó en una coautoría legal. La intervención de Miller en la edición de los seminarios ha sido motivo de considerable controversia e incluso litigio. En este sentido, el historiador David Macey critica el hecho de que «no se disponga de ningún "original" para un estudio comparativo», y que tampoco haya «ningún aparato crítico, ya que el texto es de por sí difícil de manejar y lo será más a medida que aparezcan nuevos volúmenes».

## Concepción de la cura
El término «cura» tiene un sentido distinto en la teoría psicoanalítica lacaniana al que se atribuye tradicionalmente en el ámbito de la medicina. Según Lacan, la meta del análisis no es «curar» o «sanar», en el sentido de un ideal de sanidad, ya que las estructuras clínicas (neurosis, psicosis y perversión) son esencialmente «incurables»; la propuesta del tratamiento analítico es llevar al analizante a articular su verdad. La cura es un proceso lógico que tiene un fin, aunque no todos los análisis sean llevados hasta su término. Esta instancia final es designada por Lacan con la expresión «fin de análisis» [fin d’analyse], que consiste en saber si la cura ha llegado a su punto final lógico.
A lo largo de su práctica psicoanalítica, Lacan concibe esa instancia final de distintas formas:
1. En la década de 1950, Lacan describe el fin de análisis como «el advenimiento de una palabra verdadera y la realización por el sujeto de su historia en su relación con un futuro»;[302] «El sujeto … empieza su análisis hablando de sí mismo sin hablarles a ustedes, o hablándoles a ustedes sin hablar de él. Cuando pueda hablarles a ustedes de sí mismo, el análisis estará terminado».[303] El fin de análisis también aparece descrito como una conciliación con la propia condición mortal.[304]
2. Hacia 1960, concibe el fin de análisis como un estado de angustia y abandono, comparándolo con el desamparo infantil.
3. En 1964 lo describe como el momento en que el analizante «ha atravesado el fantasma radical».[218]
4. En la década de 1970, concibe el fin de análisis como la «identificación con el sinthome» y saber qué hacer con él.

La cuestión central en todas las concepciones de la cura formuladas por Lacan radica en que implican un cambio en la posición subjetiva del analizante: una «destitución subjetiva». Esto también conlleva la caída del analista de la posición de «sujeto supuesto saber»; por lo que el fin de análisis supone que el analista quede reducido a un resto, un objet petit a, causa del deseo del analizante. Además, dice que «la terminación del análisis, la verdadera» es la que «prepara para devenir analista», puesto que el fin de análisis es la condición necesaria para el pasaje de la condición de analizante a la de analista.

## Legado e influencia
Lacan realizó varias contribuciones a la teoría psicoanalítica. Su trabajo en terminología condujo a que tanto Jean Laplanche, André Bourguignon y Jean-Bertrand Pontalis realizaran nuevas traducciones. La dimensión especular del narcisismo es, según Gilbert Diatkine, la más aceptada por los psicoanalistas no lacanianos y de ella se deriva en gran medida el trabajo de Didier Anzieu sobre el «Yo-piel»; la oposición entre el yo ideal y el ideal del yo es criticada por Janine Chasseguet-Smirgel, pero retomada por Pierre Marty. D.W. Winnicott retomó el concepto del estadio del espejo en la relación del infante con la madre, y su concepto del «verdadero self» se asocia a la emergencia del sujeto en Lacan como objetivo del análisis.

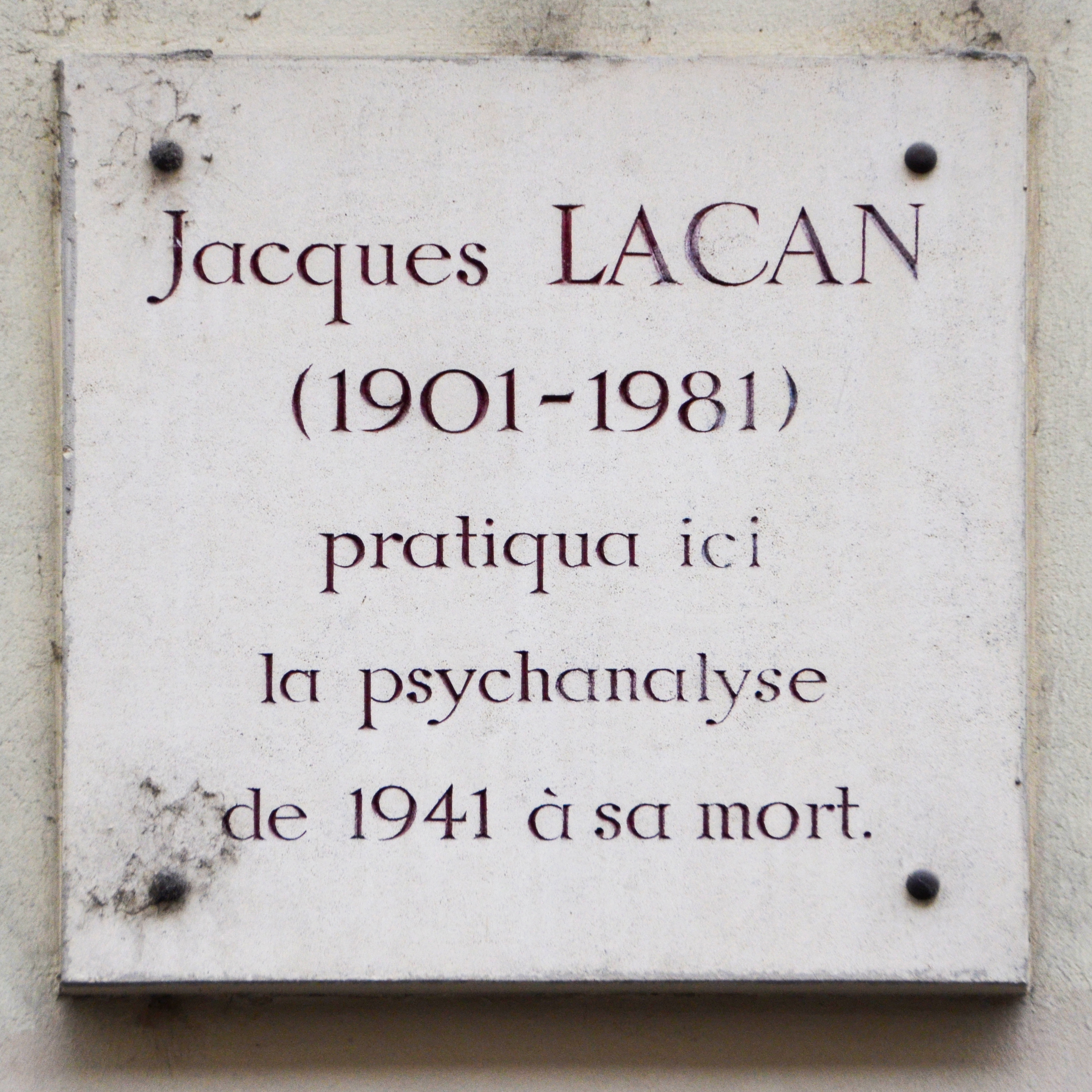
Placa en el número 5 de la rue de Lille, Paris. "Jacques Lacan practicó aquí el psicoanálisis desde 1941 hasta su muerte".

La concepción lacaniana de lo simbólico influyó en la teoría de la seducción generalizada de Jean Laplanche y, según Diatkine, es gracias a Lacan que en Francia hay más interés por el complejo de Edipo que en los países anglosajones; las obras de Michel Fain y Denise Braunschweig, así como la de Claude Le Guen derivan de ello; Piera Aulagnier y Guy Rosolato desarrollaron sus propias teorías a partir de Lacan, y su influencia sobre André Green fue considerable. Diatkine también destaca que la relectura lacaniana de Freud contribuyó a comprender las especificidades de la proyección psicótica, la escisión del yo, la forclusión y, si no logra explicar las psicosis, ha permitido sensibilizar a todos los psicoanalistas franceses sobre los fundamentos de la psicopatología. Élisabeth Roudinesco sugiere que el lacanismo, al igual que el kleinismo, extendió la clínica de las neurosis a una clínica de las psicosis y profundizó el interrogante sobre la relación arcaica con la madre planteada en el freudismo clásico, ya que pasó a situar la locura en el centro de la subjetividad humana. También le dio continuidad al análisis del lugar del padre y atribuyó a su debilitamiento simbólico el origen de la psicosis. Con Lacan hubo una refundición de la metapsicología freudiana en la que se introdujo una filosofía del sujeto y del ser, y un cambio en la concepción del inconsciente (pensado desde un modelo lingüístico en lugar de biológico).
En el ámbito institucional, Lacan influyó en los debates sobre la práctica de la cura en la Société Psychanalytique de Paris (SPP), en particular en 1974 gracias al trabajo de Serge Viderman; a partir de este muchos psicoanalistas reconocieron su práctica como un trabajo sobre el significante. La crítica de Lacan al sistema de formación también tuvo una gran influencia allí, especialmente en los trabajos de Jean Favreau, Jean-Luc Donnet o Robert Barande, aunque muchas reformas vinieron principalmente de la influencia de Sacha Nacht. El lacanismo se ha implementado de forma masiva al exportar el modelo institucional francés a otros países, como el caso de Argentina y Brasil en América Latina, y ha tenido influencia en la parte francófona canadiense. En Europa ha tenido un desarrollo variable, pero es en Francia donde tiene más influencia. Las principales instituciones lacanianas a nivel internacional son la Association mondiale de psychanalyse (AMP, fundada por iniciativa de Jacques-Alain MiIler en 1992), la Internacional de los Foros del Campo Lacaniano (IF, fundada en 1999) y la Convergencia Lacaniana de Psicoanálisis (CLF, fundada en 1997). Sin embargo, se ha extendido poco en los países angloparlantes y su influencia ha sido más considerable en el ámbito universitario; por ejemplo en los departamentos de filosofía y literatura de algunas universidades norteamericanas, donde se comenta y se enseña la obra de Lacan de manera independiente a cualquier formación psicoanalítica. En este sentido, en la década de 1980, Lacan influyó en la creación de la denominada «rama literaria psicoanalítica» basada en su enfoque para los textos literarios. Algunos de estos autores son John P. Muller y William J. Richardson —The Purloined Poe: Lacan, Derrida & Psychoanalytic Reading (1988)—, y Elizabeth Wright —Psychoanalytic Criticism: Theory in Practice (1984)—.
El concepto lacaniano de la «mirada» influyó en teóricos de la crítica cinematográfica psicoanalítica como Christian Metz —Le signifiant imaginaire, psychanalyse et cinéma (1977)—, y en exponentes de la crítica cinematográfica feminista como Laura Mulvey —Visual pleasure and narrative cinema (1975)— y Jacqueline Rose —Sexuality in the Field of Vision (1986)—. Muchos de estos críticos fusionarían el concepto de Lacan con el de Jean-Paul Sartre y las observaciones de Michel Foucault sobre el panóptico. Según Dylan Evans, la llamada «teoría lacaniana del cine» es objeto de una gran confusión conceptual. La obra de Lacan además fue leída y comentada por numerosos filósofos, entre ellos Gilles Deleuze y Michel Foucault. Pensadoras feministas como Jacqueline Rose y Juliet Mitchell también fueron influidas por su obra: su edición conjunta de los ensayos de Lacan sobre la sexualidad femenina contribuyó a equilibrar su presunto «falocentrismo» y su contienda con el feminismo estadounidense. En el ámbito de la teoría queer, teóricas como Judith Butler han utilizado los conceptos lacanianos en su trabajo de crítica filosófica de los procesos de socialización y de las relaciones de poder en la sociedad contemporánea. Lacan forma parte de la reflexión de varios filósofos como Julia Kristeva, François Regnault, Philippe Lacoue-Labarthe, Jean-Luc Nancy, Barbara Cassin, Catherine Clément, Slavoj Žižek, y Alain Badiou.

## Críticas
Si bien Lacan suele estar asociado a los movimientos estructuralistas y postestrucuralistas, no estuvo exento de críticas por parte de las principales figuras de estas corrientes. Desde la década de 1970 fue cuestionado por la nueva generación. En El Antiedipo (1972), Gilles Deleuze y Félix Guattari lo acusaron de permanecer arraigado a los «aspectos más conservadores y "familiaristas" del freudismo», al igual que Jean François Lyotard —Economía libidinal (1974)—, con una postura similar. Jacques Derrida, en su libro De la gramatología (1967), lo criticó implícitamente por su relectura de Freud adherida a «una primacía del significante sentido como "telos de la palabra plena"» y, según Yannis Stavrakakis, Derrida le atribuyó una «serie de pretensiones de verdad trascendentales e idealistas, culpables de fonocentrismo».
El exalumno François Roustang —Un destin si funeste (1976)— acusó al lacanismo de «convertirse en una religión». Tiempo después —Lacan, del equívoco al callejón sin salida (1986)— argumentó que el trabajo de Lacan «progresa con un rigor indiscutible, pero es un rigor que se mantiene paradójicamente gracias a una sistematización de equívocos». El exanalista lacaniano Dylan Evans —autor del Diccionario introductorio de psicoanálisis Lacaniano (1996)— desestimó finalmente el lacanismo tras concluir que las ideas de Lacan «se basan en una teoría falsa de la naturaleza humana», y porque «la realidad de la clínica no concordaba con la teoría de Lacan». Evans también ha criticado a los seguidores de Lacan por tratar a sus escritos como un «texto sagrado». Roger Scruton incluyó a Lacan en su libro Fools, Frauds and Firebrands: Thinkers of the New Left, y lo nombró como el único «tonto» [fool] incluido en el libro: lo acusa de ser un fraude y «un charlatán loco».
Alan Sokal y Jean Bricmont —Imposturas intelectuales (1997)— critican el uso que hace Lacan de los términos provenientes de las matemáticas, en especial la topología. Argumentan que «las "matemáticas" de Lacan son tan fantasiosas que no pueden desempeñar ninguna función útil en un análisis psicológico serio». Además, lo acusan de querer impresionar con una «erudición superficial», de abusar de conceptos científicos que no comprende, y de producir declaraciones que ni siquiera son falsas. Sin embargo, aclaran que no pretenden entrar en el debate sobre la parte puramente psicoanalítica del trabajo de Lacan. Noam Chomsky también ha sido otro crítico destacado de Lacan. En su libro La arquitectura del lenguaje (2000) afirmó lo siguiente:

Conocí a Lacan personalmente y nunca entendí una sola palabra de todo lo que decía … De hecho, tengo más bien la intensa sensación de que Lacan gastaba bromas a diestro y siniestro, de que trataba de calibrar hasta dónde llegaba su propia locura, a pesar de lo cual conseguía —y deseaba— que se le tomara muy en serio.

Muchas pensadoras feministas han criticado el pensamiento de Lacan. La filósofa y psicoanalista Luce Irigaray acusa a Lacan de perpetuar el dominio falocéntrico en el discurso filosófico y psicoanalítico. Otras han hecho eco de esta acusación observando que Lacan estaba atrapado en el mismo dominio falocéntrico que su lenguaje aparentemente pretendía socavar. El resultado, según Cornelius Castoriadis, fue hacer que todo el pensamiento dependiera de sí mismo, lo que sofocó la capacidad de pensamiento independiente entre todos los que lo rodeaban. Estas dificultades solo se vieron reforzadas por lo que Didier Anzieu describió como una especie de señuelo provocativo en el discurso de Lacan: «verdades fundamentales a ser reveladas …, pero siempre en algún momento posterior».

## Obras publicadas
A continuación se muestra una selección de las principales obras de Lacan publicadas en español:

#### De edición diversa
- De la psicosis paranoica en sus relaciones con la personalidad. Siglo XXI. 1998 [Primera publicación 1932]. ISBN 968-23-0538-1. OCLC 44743026.
- La familia. Argonauta. 1978 [Primera publicación 1938]. ISBN 950-9282-10-3. OCLC 55145487.
- Escritos. Siglo XXI. 2009 [Primera publicación 1966]. ISBN 978-607-03-0057-8. OCLC 471471348.
- Significante y sutura en el psicoanálisis. Siglo Veintiuno Argentina. 1973. OCLC 919545052.
- Psicoanálisis, radiofonía & televisión. Editorial Anagrama. 1977. ISBN 84-339-0045-5. OCLC 4511446.
- Ornicar? : publicación periódica del Champ Freudien. 1981. ISBN 84-85746-06-6. OCLC 1009095898.
- Intervenciones y textos. Ediciones Manantial. 1985. ISBN 950-9515-06-X. OCLC 778162062.
- Reseñas de enseñanza. Ediciones Manantial. 1988. ISBN 950-9515-23-X. OCLC 55398428.
- El sexo y su de-generación: entrevista con Jacques Lacan (1957). Grupo de Estudios Psicoanaliticos Israel-Europa. 1993. OCLC 233977662.
- El triunfo de la religión: precedido de discurso a los católicos. Paidós. 2005. ISBN 950-12-3652-8. OCLC 62260358.
- Lacan, el escrito, la imagen. Ediciones del Cifrado. 2003. ISBN 978-987-95837-9-1. OCLC 741248925.
- De los nombres del padre. Paidós. 2005. ISBN 950-12-3651-X. OCLC 318361600.
- Mi enseñanza. Paidós. 2007. ISBN 978-950-12-3653-8. OCLC 174152294.
- El fracaso del Un-desliz es el amor: a la manera del seminario oral de Jacques Lacan, 1976-1977. Ortega y Ortiz. 2008. ISBN 978-968-7995-17-5. OCLC 457814039.
- Otros escritos. Paidós. 2012. ISBN 978-950-12-3998-0. OCLC 815838173.

#### Seminarios
- El seminario de Jacques Lacan : libro 1 : los escritos técnicos de Freud, 1953-1954. Buenos Aires: Paidós. 1981. ISBN 950-12-3971-5. OCLC 915947506.
- El seminario de Jacques Lacan : libro 2 : el yo en la teoría de Freud y en la técnica psicoanalítica, 1954-1955. Buenos Aires: Paidós. 1983. ISBN 978-950-12-3972-0. OCLC 318393556.
- El seminario de Jacques Lacan : libro 3 : las psicosis, 1955-1956. Buenos Aires: Paidós. 1984. ISBN 978-950-12-3973-7. OCLC 634232159.
- El seminario de Jacques Lacan : libro 4 : la relación de objeto, 1956-1957. Buenos Aires: Paidós. 1994. ISBN 978-950-12-3904-1. OCLC 753480833.
- El seminario de Jacques Lacan : libro 5 : las formaciones del inconsciente, 1957-1958. Buenos Aires: Paidós. 1999. ISBN 950-12-3975-6. OCLC 912225040.
- El seminario de Jacques Lacan : libro 6 : el deseo y su interpretación, 1958-1959. Buenos Aires: Paidós. 2014. ISBN 978-950-12-0165-9. OCLC 949693093.
- El seminario de Jacques Lacan : libro 7 : la ética del psicoanálisis, 1959-1960. Buenos Aires: Paidós. 1988. ISBN 978-950-12-3977-5. OCLC 634232199.
- El seminario de Jacques Lacan : libro 8 : la transferencia, 1960-1961. Buenos Aires. 2003. ISBN 978-950-12-3976-8. OCLC 434090615.
- El seminario de Jacques Lacan : libro 9 : la identificación, 1961-1962. (inédito)[n. 8]
- El seminario de Jacques Lacan : libro 10 : la angustia, 1962-1963. Buenos Aires: Paidós. 2006. ISBN 978-950-12-3978-2. OCLC 70078782.
- El seminario de Jacques Lacan : libro 11 : los cuatro conceptos fundamentales del psicoanálisis, 1964. Buenos Aires: Paidós. 1987. ISBN 950-12-3981-0. OCLC 55976569.
- El seminario de Jacques Lacan : libro 12 : problemas cruciales para el psicoanálisis, 1964-1965. (inédito)
- El seminario de Jacques Lacan : libro 13 : el objeto del psicoanálisis, 1965-1966. (inédito)
- El seminario de Jacques Lacan : libro 14 : la lógica del fantasma, 1966-1967. Paidós. 2023. ISBN 9789501206142.
- El seminario de Jacques Lacan : libro 15 : el acto psicoanalítico, 1967-1968. (inédito)
- El seminario de Jacques Lacan : libro 16 : de un otro al otro, 1968-1969. Buenos Aires: Paidós. 2008. ISBN 978-950-12-3980-5. OCLC 317147660.
- El seminario de Jacques Lacan : libro 17 : el reverso del psicoanálisis, 1969-1970. Buenos Aires: Paidós. 1992. ISBN 84-7509-759-6. OCLC 803097278.
- El seminario de Jacques Lacan : libro 18 : de un discurso que no fuera del semblante, 1971. Buenos Aires: Paidós. 2009. ISBN 978-950-12-3988-1. OCLC 476764173.
- El seminario de Jacques Lacan : libro 19 : ...o peor, 1971-1972. Buenos Aires: Paidós. 2012. ISBN 978-950-12-3919-5. OCLC 932731792.
- El seminario de Jacques Lacan : libro 20 : Aun, 1972-1973. Buenos Aires: Paidós. 1975. ISBN 978-950-12-3990-4. OCLC 893558911.
- El seminario de Jacques Lacan : libro 21 : los desengañados se engañan o los nombres del padre, 1973-1974. (inédito)
- El seminario de Jacques Lacan : libro 22 : R.S.I., 1974-1975. (inédito)
- El seminario de Jacques Lacan : libro 23 : el sinthome. Buenos Aires: Paidós. 2006. ISBN 950-12-3979-9. OCLC 123942963.
- El seminario de Jacques Lacan : libro 24 : lo no sabido que sabe de la una-equivocación se ampara en la morra, 1976-1977. (inédito)
- El seminario de Jacques Lacan : libro 25 : momento de concluir, 1977-1978. (inédito)
- El seminario de Jacques Lacan : libro 26 : la topología y el tiempo, 1978-1979. (inédito)
- El seminario de Jacques Lacan : libro 27 : disolución, 1980. (inédito)

## Documentales
- Jacques Lacan Parle (de Françoise Wolff, 1972)
- Jacques Lacan: Télévision (de Benoît Jacquot, 1974)
- Jacques Lacan, la psychanalyse réinventée (de Elisabeth Kapnist, 2001)
- Quartier Lacan (de Emil Weiss, 2001)